# Vol US Airways 1549
Vous lisez un « article de qualité » labellisé en 2020.
Le 15 janvier 2009, un Airbus A320 effectuant le vol US Airways 1549 perd ses deux moteurs après l'ingestion de plusieurs volatiles par les turboréacteurs peu de temps après son décollage de l'aéroport LaGuardia de New York. Alors qu'il survolait la ville de New York, aux États-Unis, l'avion piloté par le commandant Chesley Sullenberger et son copilote Jeffrey Skiles, traverse une volée de bernaches du Canada. Les pilotes, faisant preuve d'un excellent sens de l'air, parviennent à amerrir sur le fleuve Hudson, à la hauteur de Manhattan, après seulement cinq minutes et huit secondes de vol, ne faisant aucun mort, ce qui vaut à l'accident le surnom de « miracle de l'Hudson ».
Les 155 personnes à bord sont secourues par des bateaux à proximité. Un membre du Conseil national de la sécurité des transports américain — National Transportation Safety Board (NTSB) — l'a décrit comme « l'amerrissage le plus réussi de l'histoire de l'aviation ». Le NTSB a rejeté l'idée que les pilotes auraient pu éviter d'amerrir en retournant à LaGuardia ou en se déroutant vers l'aéroport voisin de Teterboro, dans le New Jersey.
Les pilotes et agents de bord du vol ont reçu de nombreux honneurs ainsi que des prix et distinctions, dont notamment une médaille de l'association des pilotes et des navigateurs aériens (GAPAN) en reconnaissance de leur « réalisation aéronautique héroïque et unique ».
L'exploit est adapté au cinéma en 2016 dans le film Sully, réalisé par Clint Eastwood avec en vedette Tom Hanks et Aaron Eckhart dans les rôles, respectivement, du commandant Sullenberger et du copilote Skiles.

## Contexte

### Avion et équipage

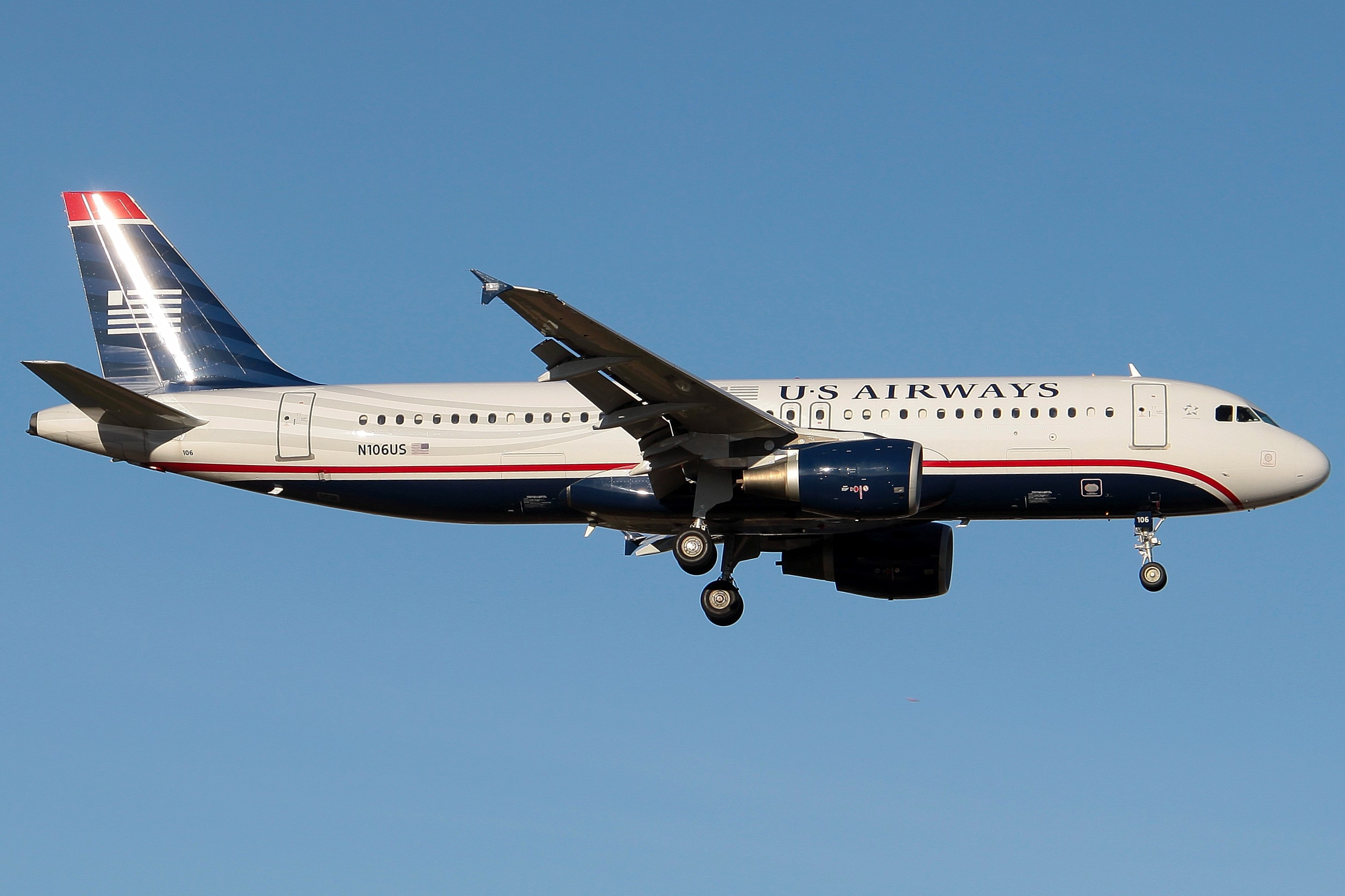
N106US, l'avion impliqué dans l'accident, à l'aéroport de Las Vegas deux mois avant les évènements de 2009.

L'avion impliqué est un Airbus A320-214 propulsé par deux turboréacteurs à double flux CFM56-5B4/P conçus par GE Aviation et Safran (Snecma). Livré en 1999, l'avion immatriculé N106US, et numéro de série 1044, était l'un des 75 A320 alors en service chez US Airways. De plus, il était l'un des vingt Airbus A320 de la compagnie certifiés pour les opérations étendues au-dessus de l'eau (EOW, Extended Over Water) et comportait donc plus de gilets de sauvetage pour passagers que la normale, ainsi que des toboggans, radeaux et trousses de survie supplémentaires. 
Au moment de l'accident, il avait enregistré 16 299 vols, totalisant 25 241 heures de vol. La dernière « visite de type A » (effectuée toutes les 550 heures de vol) a été effectuée le 6 décembre 2008 et la dernière « visite de type C » (inspection annuelle complète) le 19 avril 2008. 
Le commandant de bord, Chesley B. Sullenberger, 57 ans, est un ancien pilote de chasse devenu pilote de ligne depuis son départ de l'US Air Force en 1980,. Au moment de l'accident, il avait enregistré 19 663 heures de vol, dont 4 765 heures sur Airbus A320. Il était également pilote de planeur et expert en sécurité aérienne,.
L'officier pilote de ligne Jeffrey Skiles, 49 ans,, avait accumulé 15 643 heures de vol dont 37 heures sur A320 et c'était sa première affectation en tant que pilote aux commandes sur l'avion. En effet, il avait effectué sa vérification en ligne (« Line Check ») sur Airbus A320, qui correspond à l'examen final des pilotes de ligne (test de compétence) après la formation dans une compagnie aérienne, le 8 janvier 2009, soit une semaine avant l'accident. En plus des deux pilotes, il y avait 150 passagers et trois agents de bord : Donna Dent, Doreen Welsh, et Sheila Dail.

### Problématique aviaire
Dans son rapport final sur l'accident, le Conseil national de la sécurité des transports américain indique qu'« au moins 229 personnes sont décédées et 194 aéronefs ont été détruits à la suite de collisions avec des animaux sauvages [dont environ 98 % impliquent des oiseaux] lors d'opérations civiles et militaires de 1988 à avril 2009 », et que « 93 % de ces collisions se sont produites au décollage ou à l'atterrissage à une altitude d'environ 500 pieds au-dessus du sol ou moins alors que l'avion était encore à proximité d'un aéroport ».

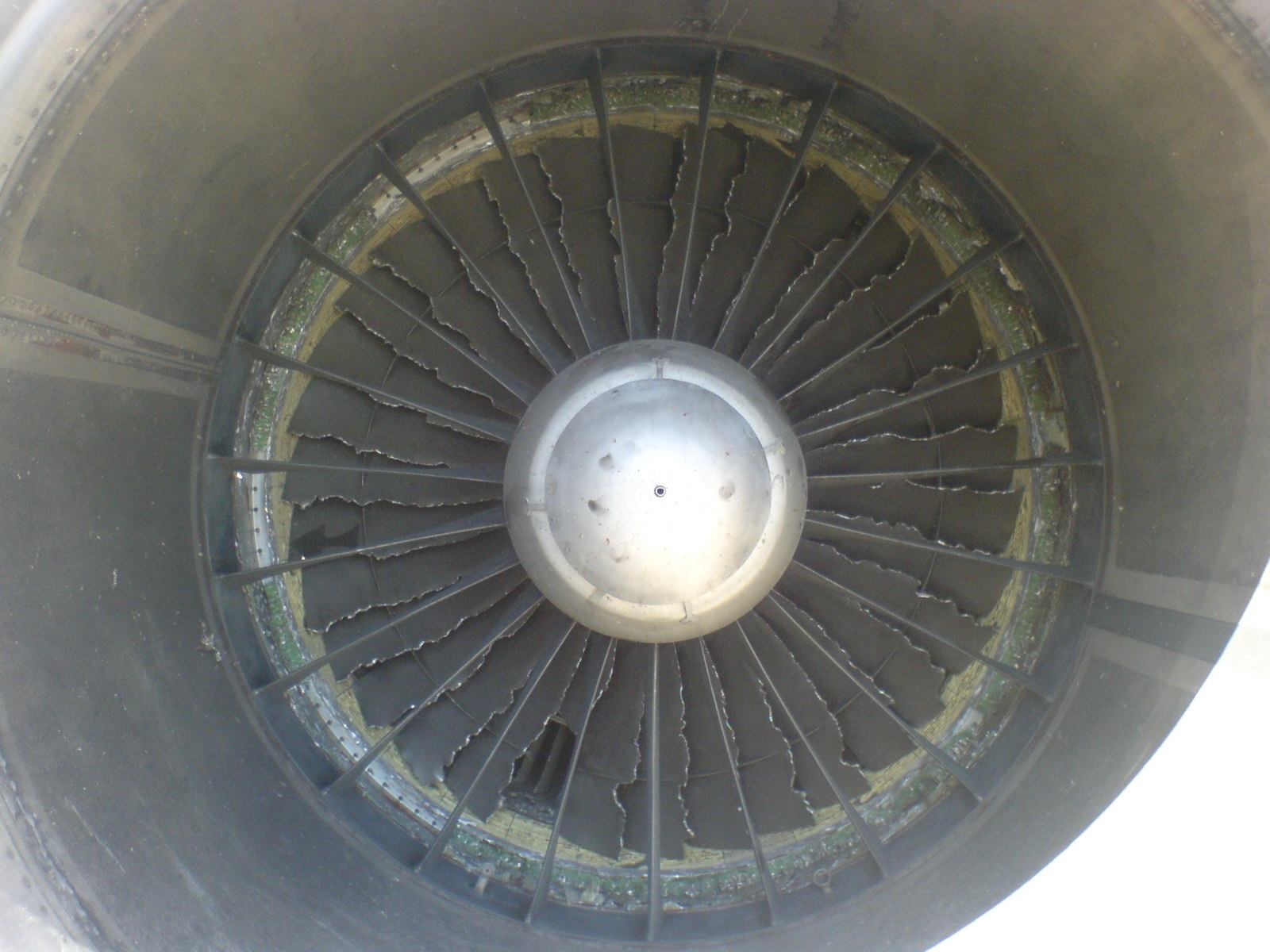
Vue des ailettes d'un turboréacteur Pratt & Whitney JT8D après un impact aviaire.

De plus, selon des statistiques de la direction générale de l'Aviation civile (DGAC), le nombre total de collisions avec des animaux sauvages en France est passé de 3 567 sur la période 1997-2006, à 5 958 sur la période 2007-2016, soit une augmentation de plus de 67 %,,. Toutefois, sur la période 2007-2016, seules environ 8 % de ces collisions ont été jugées sérieuses, contre plus de 12 % sur la période précédente,. Parallèlement, le trafic aérien a considérablement augmenté sur la période 1997-2019, passant d'environ 81 millions de passagers annuels en France en 1997, à près de 180 millions en 2019,. Aux États-Unis, selon les données de la Federal Aviation Administration (FAA), le nombre de collisions avec des animaux sauvages est passé de 1 850 cas signalés en 1990, à plus de 16 000 en 2018, soit une augmentation de plus de 9 % par rapport à l'année précédente,. En 2009, le nombre de cas de collisions signalés était de 9 508, soit plus de 40 % de moins qu'en 2018, mais le nombre de collisions jugées sérieuses et ayant engendré des dommages importants a diminué, passant de 6,36 % des collisions en 2009 à 4,35 % en 2018.
Enfin, selon ces mêmes données, 4 253 collisions avec des oiseaux ont été recensées dans la région de New York entre 1990 et 2008. Environ 5 % de ces collisions se sont produites à des altitudes comprises entre 2 200 et 4 200 pieds (670 et 1 280 mètres), et la plupart d'entre elles se sont produites pendant la période de migration d'automne, entre août et octobre. En 2018, 505 collisions se sont produites aux alentours des aéroports John-F.-Kennedy, LaGuardia et Newark à New York, mais selon Laura Francoeur, la biologiste en chef de la faune de l'organisation gouvernementale Port Authority of New York and New Jersey, « la plupart n’entraînent aucun dommage et aucune conséquence pour l’avion, et souvent, [les pilotes] ne savent même pas qu’ils ont heurté quelque chose ».

### Risque d'amerrissage
Le NTSB définit un amerrissage forcé comme étant un « événement planifié dans lequel un équipage effectue sciemment un atterrissage d'urgence contrôlé sur l'eau ». Une étude publiée en mai 2015, commandée par Transports Canada et la Civil Aviation Authority du Royaume-Uni, et diffusée sous le parrainage du United States Department of Transportation et de la Federal Aviation Administration, a analysé les cas d'amerrissages, impliquant les avions de constructions occidentales certifiés pour 20 sièges passagers ou plus, sur une période allant de 1967 à 2009. L'étude exclut les impacts sans perte de contrôle où la possibilité de survie est nulle et les accidents impliquant des avions détournés, comme ce fut le cas pour le vol Ethiopian Airlines 961, en 1996. 
Au cours de la période, 43 amerrissages forcés ont été recensés sur des avions de transports ayant causé un total de 119 décès. Dans ces accidents, la majorité des pertes humaines sont liées à des avions à turbopropulseurs, avec 95 décès contre 24 dus à l'amerrissage d'avions à turboréacteurs. De plus, l'étude précise qu'« il n'y a eu que trois accidents d'amerrissage impliquant des avions à turboréacteurs et deux d'entre eux impliquaient un amerrissage sur une rivière plutôt que sur la mer. Aucun avion gros-porteur (à fuselage large) n'a été impliqué dans des accidents d'amerrissage pendant cette période ». 
Selon l'étude, le taux d'accidents d'amerrissage est resté relativement constant, à environ 0,03 accident par million de vols. Ainsi, « il n'y a pas eu d'amélioration sensible du taux d'accidents d'amerrissage au cours de la période 1967 à 2009. Une explication possible à cela pourrait être que la cause principale des accidents d'amerrissage est la perte de puissance de tous les moteurs. Ce type de situation est souvent attribuable à l'épuisement du carburant, mais comprend également d'autres causes telles que l'impact d'oiseaux ou l'ingestion d'eau, de grêle ou de glace. Il est peu probable que ces événements aient bénéficié des améliorations technologiques et opérationnelles de la sécurité aérienne au cours des dernières décennies ». À la suite de cette étude, 15 recommandations de sécurité ont été émises à l'attention des autorités de navigabilités. 
La formation des pilotes de ligne ne comprend pas de préparation à un amerrissage étant donné que la pratique sur simulateur de vol est rendue très difficile par le manque de données permettant la prévision réaliste d'un plan d'eau,,. Dès lors, comme l'a expliqué le commandant Chesley Sullenbenger au quotidien britannique The Telegraph en 2018, la formation se limite à une discussion basée sur des scénarios sur le processus d'amerrissage ainsi qu'à quelques pages dans un manuel de vol. 
En mars 2020, une étude intitulée « projet SARAH » (Increased Safety and robust certification for ditching of aircrafts and helicopters) financée par l'Union européenne, est publiée dans l'objectif d'améliorer la sécurité de l'amerrissage des aéronefs à voilure fixe et des hélicoptères (aérogires),,. Ce projet a pour but principal d'« améliorer les outils numériques dédiés à la simulation des amerrissages d'urgence », afin notamment d'adapter la certification et la conception des avions de ligne qui seront construits dans le futur, de « réduire au minimum les risques de blessures pour les passagers et l’équipage, et permettre une évacuation plus sûre de l’avion », et de « mettre au point des simulations d’amerrissage d’urgence plus robustes et plus fiables pour les avions et les hélicoptères, et qui reposent sur des méthodologies et des technologies améliorées »,. 

## Déroulement du vol

### Décollage et impact avec les oiseaux

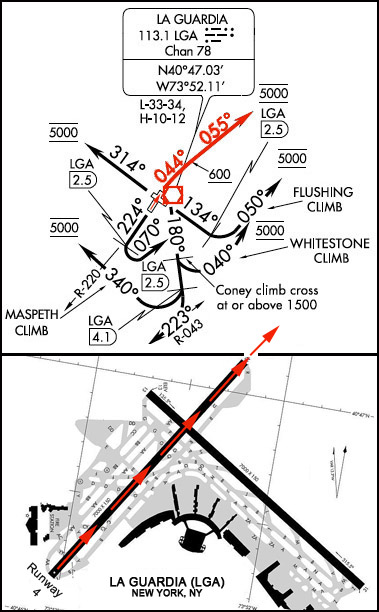
Carte de la procédure de départ de la piste 4 de l'aéroport LaGuardia de New York.

Le 15 janvier 2009, le vol US Airways 1549 avec l'indicatif d'appel « Cactus 1549 » est programmé pour un départ de l'aéroport LaGuardia de New York dans le Queens vers l'aéroport international Charlotte-Douglas en Caroline du Nord, avec comme destination finale l'aéroport international de Seattle-Tacoma dans l'État de Washington.
Le vol est autorisé à décoller vers le nord-est depuis la piste 4 de l'aéroport LaGuardia à 15 h 24 min 54 s, heure normale de l'Est (20 h 24 min 54 s UTC). Avec le copilote Jeffrey Skiles aux commandes, l'équipage effectue sa première communication après décollage à 15 h 25 min 51 s et déclare être à 700 pieds (210 mètres) et en montée. Le contrôleur aérien autorise alors l'avion à monter à 15 000 pieds (4 570 mètres). 
La météo à 14 h 51 était de 16 kilomètres de visibilité avec des nuages fragmentés à 3 700 pieds (1 100 mètres) et un vent de 8 nœuds (15 km/h) venant du 290°. Une heure plus tard, il y avait quelques nuages épars à 4 200 pieds (1 300 mètres) et un vent de 9 nœuds (17 km/h) venant du 310°. À 15 h 26 min 37 s, le commandant Sullenberger fait remarquer à son copilote : « Quelle vue sur l'Hudson aujourd'hui ».
À 15 h 27 min 10 s, un peu plus de deux minutes après le décollage, le commandant déclare « des oiseaux », et une seconde plus tard, l'avion percute une compagnie de bernaches du Canada à une altitude de 2 818 pieds (859 mètres), à environ 7,2 kilomètres au nord-nord-ouest de LaGuardia. L'enregistreur phonique (CVR) a enregistré le son de coups et de bruits sourds, suivi d'une forte vibration. Au moment de la collision, la verrière et donc la vue des pilotes sur l'extérieur était remplie d'oiseaux,, les passagers et l'équipage ont entendu des détonations très fortes et ont vu des flammes provenant des moteurs, suivies d'un silence et d'une odeur de brûlé. À 15 h 27 min 13 s, un son semblable à une diminution du bruit des moteurs commence sur l'enregistreur phonique.

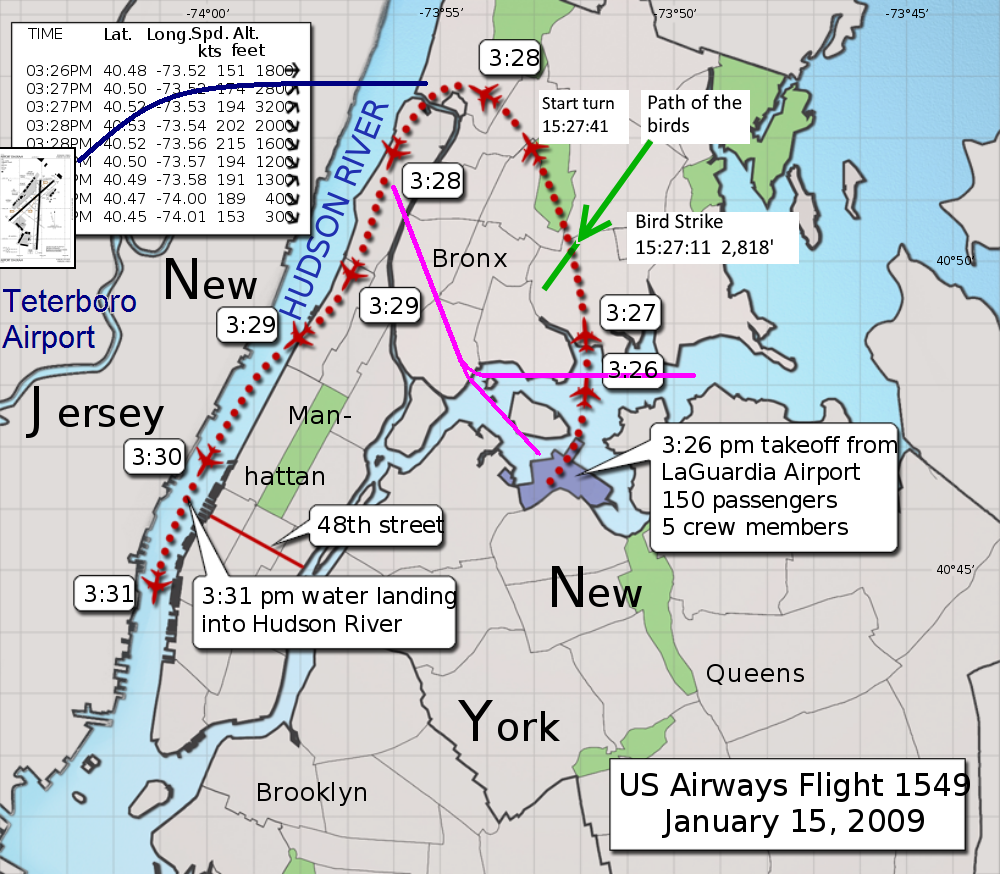
Trajectoire de vol suivie (rouge). Des trajectoires alternatives vers Teterboro (bleu foncé) et retour vers LaGuardia (magenta) ont été simulées pour l'enquête.

Se rendant compte que les deux moteurs se sont arrêtés, le commandant Sullenberger prend le contrôle de l'avion pendant que le copilote Skiles exploite la check-list pour le redémarrage des moteurs. Immédiatement, le commandant démarre le groupe auxiliaire de puissance (APU), qui permet d'obtenir une source d'énergie électrique lorsque les moteurs ne fonctionnent pas, pour permettre l'assistance au redémarrage d'un moteur en vol. L'avion a ralenti et a continué sa montée pendant 19 secondes supplémentaires, atteignant une altitude d'environ 3 060 pieds (930 mètres) à une vitesse d'environ 185 nœuds (343 km/h), puis a entamé une descente planée, accélérant à 214 nœuds (396 km/h) à 15 h 28 min 10 s alors qu'il descendait à 1 650 pieds (500 mètres).
À 15 h 27 min 33 s, le commandant Sullenberger envoie par radio un appel de détresse au contrôle d'approche radar du terminal de New York (TRACON) : « Mayday, Mayday, Mayday, ici Cactus 1539 [sic - l'indicatif d'appel correct était Cactus 1549], on a tapé des oiseaux. Nous avons perdu la poussée sur les deux moteurs. Nous retournons vers LaGuardia ». Le contrôleur aérien Patrick Harten prévient alors la tour de LaGuardia d'annuler tous les départs et dirige le commandant Sullenberger vers la piste 13, mais celui-ci répond : « Impossible ».
À 15 h 27 min 50 s, le copilote commence la check-list et la procédure inscrite dans le manuel d'urgence de l'avion pour une double panne moteur. Après quelques secondes seulement, ce dernier déclare : « Vitesse optimale de rallumage. 300 nœuds. On ne les a pas », ce qui est suivi d'une réponse brève du commandant : « [Non,] On ne les a pas ». Selon le rapport final du NTSB, « les données de l'enregistreur de données de vol (FDR) ont indiqué que la vitesse maximale atteinte par l'avion après l'ingestion d'oiseaux a été de 214 nœuds (396 km/h), ce qui était inférieur à la vitesse minimale optimale de 300 nœuds (555 km/h) [nécessaire] pour le rallumage d'un moteur [en vol] ».

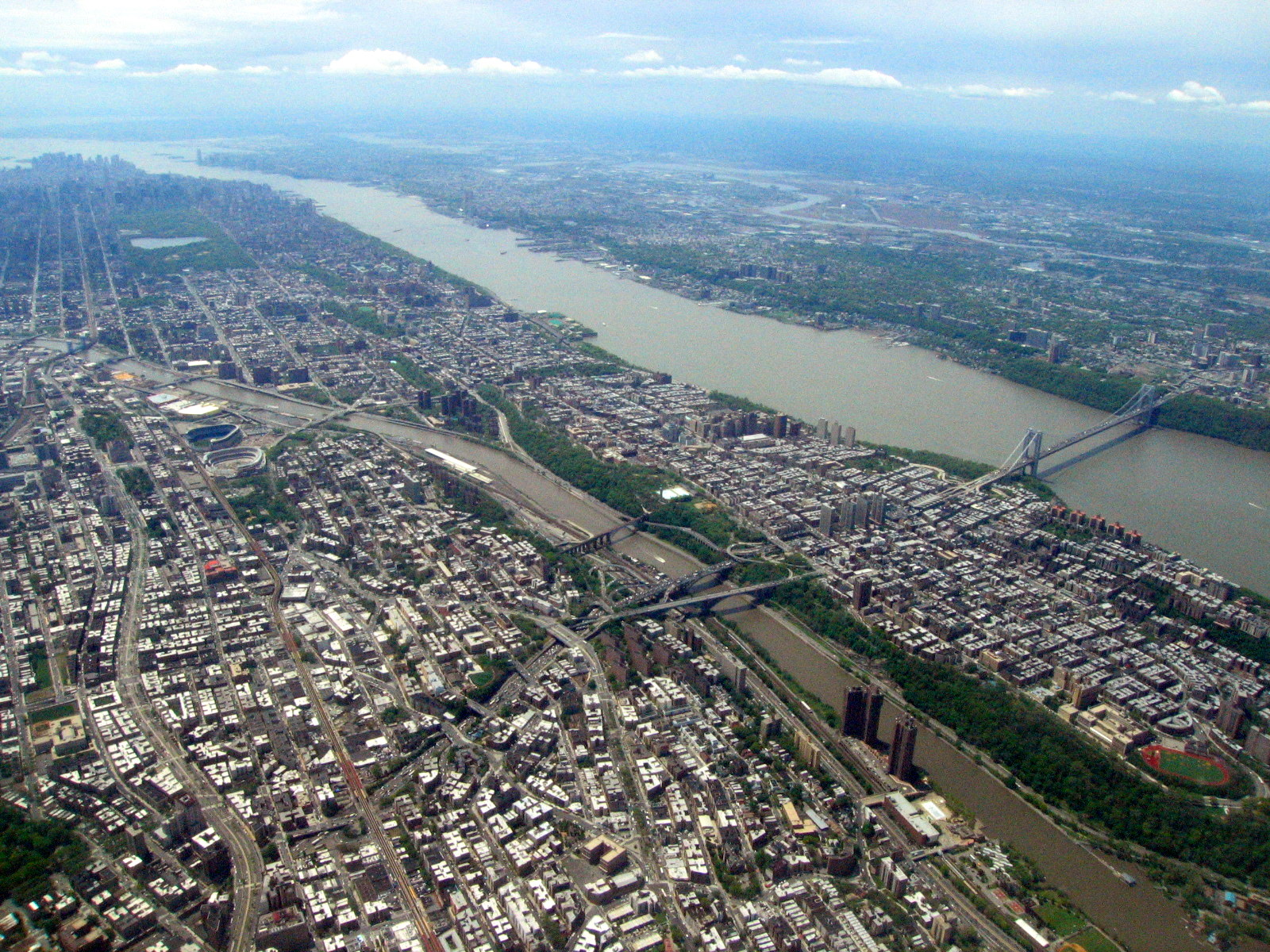
Vue aérienne du fleuve Hudson depuis le Bronx. Le pont George-Washington est visible à droite de l'image. En haut à gauche, on peut apercevoir Central Park et Manhattan, alors que du côté droit du fleuve se trouve le New Jersey. L'aéroport de Teterboro se situe vers le centre droit de la photographie, au niveau du méandre de l'affluent Overpeck Creek de la rivière Hackensack.

À 15 h 28 min 5 s, le contrôleur aérien demande à l'équipage s'il souhaite atterrir sur la piste 13 à l'aéroport de LaGuardia, le commandant lui répond : « Ce n'est pas possible. On va peut-être finir dans l'Hudson ». Environ une minute plus tard, l'enregistreur phonique commence à capter le son du système d'avertissement de proximité avec le sol (GPWS) qui vient de se déclencher à une hauteur de 1 000 pieds (300 mètres).
Le commandant Sullenberger demande ensuite au contrôleur des options d'atterrissage dans le New Jersey, mentionnant l'aéroport de Teterboro,. L'autorisation est donnée pour la piste 1 à Teterboro, ce à quoi le commandant répond « Oui », avant de se raviser : « Nous ne pouvons pas le faire ... Nous allons finir dans l'Hudson »,. 
L'avion passe à moins de 900 pieds (270 mètres) au-dessus du pont George-Washington,. Le commandant Sullenberger utilise ensuite le système de sonorisation de la cabine, déclarant aux passagers et à l'équipage : « Ici le commandant de bord. Préparez-vous à l'impact », et les agents de bord ont transmis la commande de position de sécurité aux passagers. Pendant ce temps, les contrôleurs aériens demandent à la Garde côtière d'avertir les navires dans le fleuve Hudson et de leur demander de se préparer à aider au sauvetage.
Jusqu'à quelques secondes encore avant l'atterrissage, les pilotes essayent de rallumer les moteurs, en vain. Lors de l'approche finale au-dessus du fleuve, le commandant de bord contrôle l'avion pendant que son copilote lui indique son altitude et sa vitesse. À 15 h 30 min 17 s, à une altitude d'environ 250 pieds (75 mètres), le copilote demande au commandant : « Les volets sont [en position] deux. Tu veux plus ? », le commandant lui répond alors : « Non, on reste à deux ». Quelques instants plus tard, environ 20 secondes avant l'amerrissage, le commandant Sullenberger demande à son copilote : « Tu as des idées ? », ce dernier répondant : « Pas vraiment ».

### Amerrissage et évacuation
Quelques secondes plus tard, à 15 h 30 min 44 s, l'avion effectue un amerrissage sans moteur vers le sud à environ 125 nœuds (230 km/h) au milieu de la section nord de l'estuaire du fleuve Hudson, aux coordonnées 40,7695° N, 74,0046° O du côté new-yorkais de la State Line, près de la 48e rue (West 48th Street) (près de l'Intrepid Sea, Air & Space Museum) à Manhattan et Port Imperial à Weehawken dans le New Jersey,.

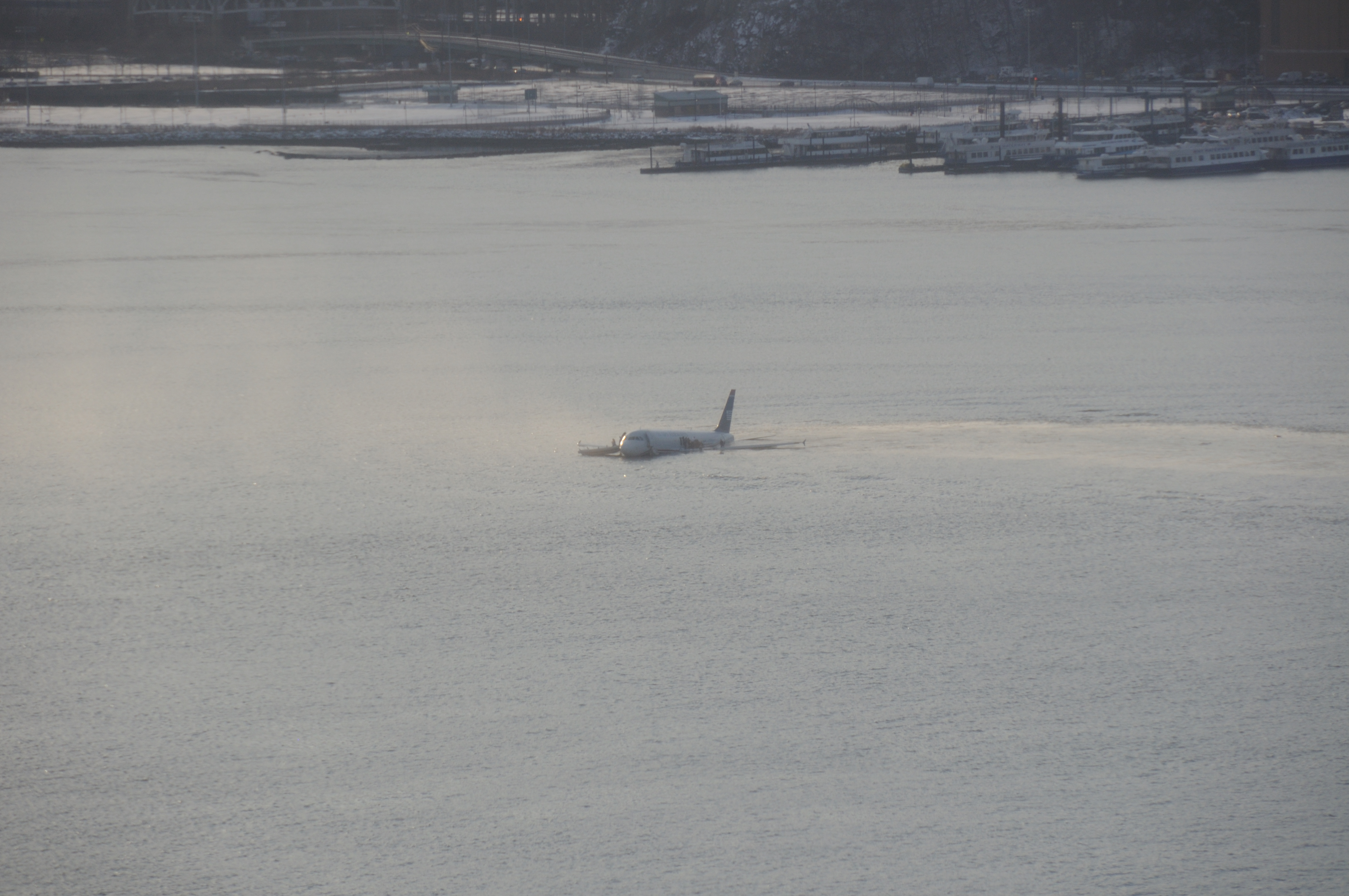
L'avion juste après l'amerrissage, alors que la sortie des passagers sur les ailes et les toboggans d'évacuation vient de commencer et que les premiers bateaux de sauvetage ne sont pas encore arrivés.

Les agents de bord ont comparé l'amerrissage à un « atterrissage brutal » avec « un impact sans rebond, puis une décélération progressive ». La marée descendante a alors commencé à emporter l'avion vers le sud. Le commandant Sullenberger a ouvert la porte du cockpit et a donné l'ordre d'évacuer. L'équipage a commencé à évacuer les passagers par les quatre sorties de fenêtre au-dessus des ailes et à l'aide d'un toboggan d'évacuation déployé à partir de la porte avant droite (le toboggan avant gauche ne s'est pas déployé automatiquement et la poignée de gonflage manuelle a été tirée). De l'eau entrait par plusieurs trous dans le fuselage et par les portes de chargement qui s'étaient ouvertes, de sorte que l'eau montait, l'équipage a exhorté les passagers à avancer en grimpant sur les sièges. Finalement, le commandant Sullenberger a parcouru deux fois la cabine afin de s'assurer qu'elle était bien vide,,.
Les températures de l'air et de l'eau étaient respectivement d'environ −7 °C et 5 °C. Certains évacués ont attendu les secours dans l'eau jusqu'aux genoux sur les toboggans partiellement submergés, certains portant des gilets de sauvetage. D'autres se sont tenus sur les ailes ou, craignant une explosion, ont nagé loin de l'avion. Un passager, après avoir aidé à l'évacuation, a trouvé l'aile tellement encombrée qu'il a sauté dans le fleuve et a nagé jusqu'à un bateau.

### Sauvetage

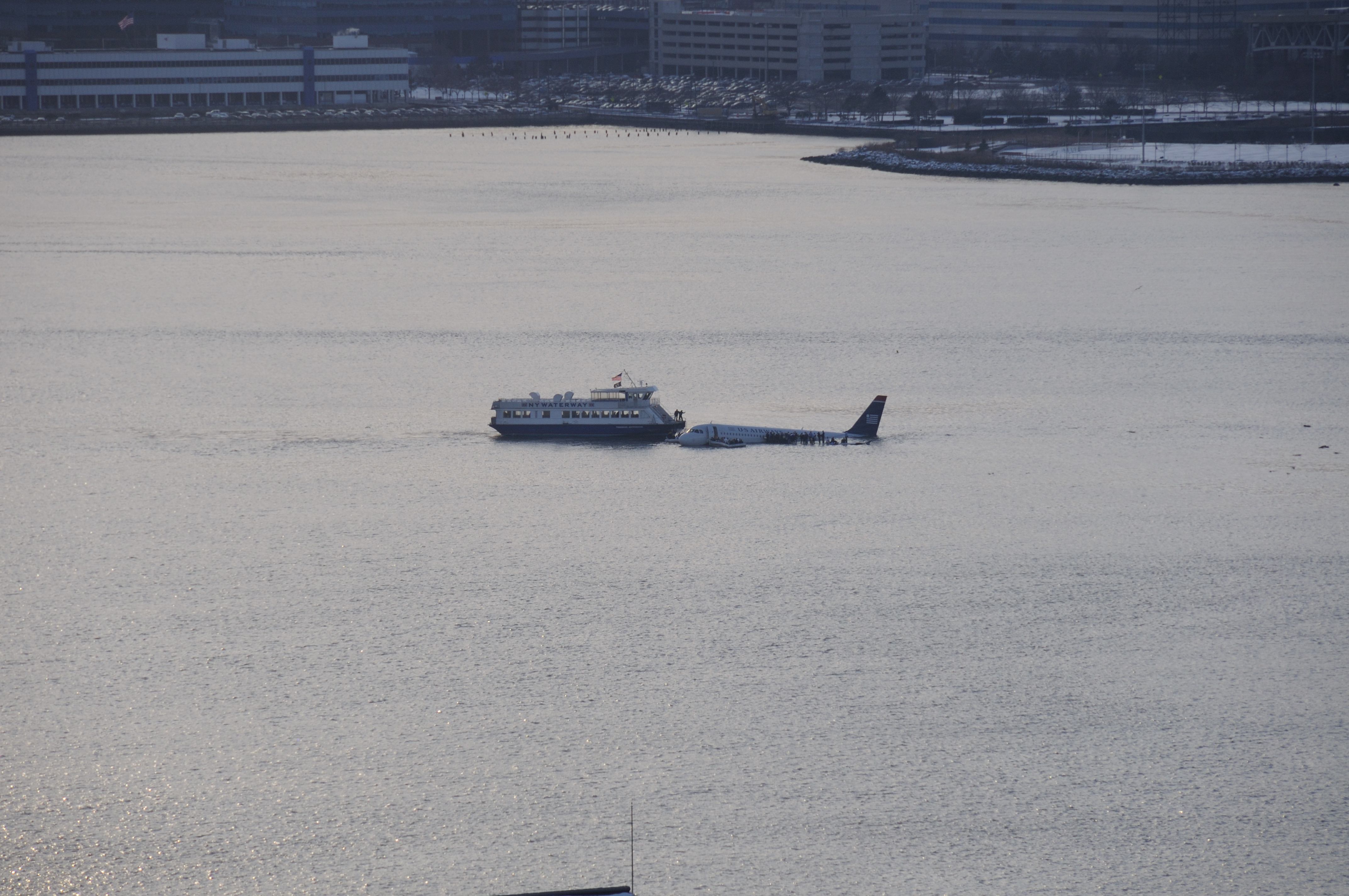
Juste après l'amerrissage, le premier ferry venant porter secours. Les passagers sont visibles sur les ailes ainsi que sur les toboggans d'évacuation situés à l'avant de l'avion.

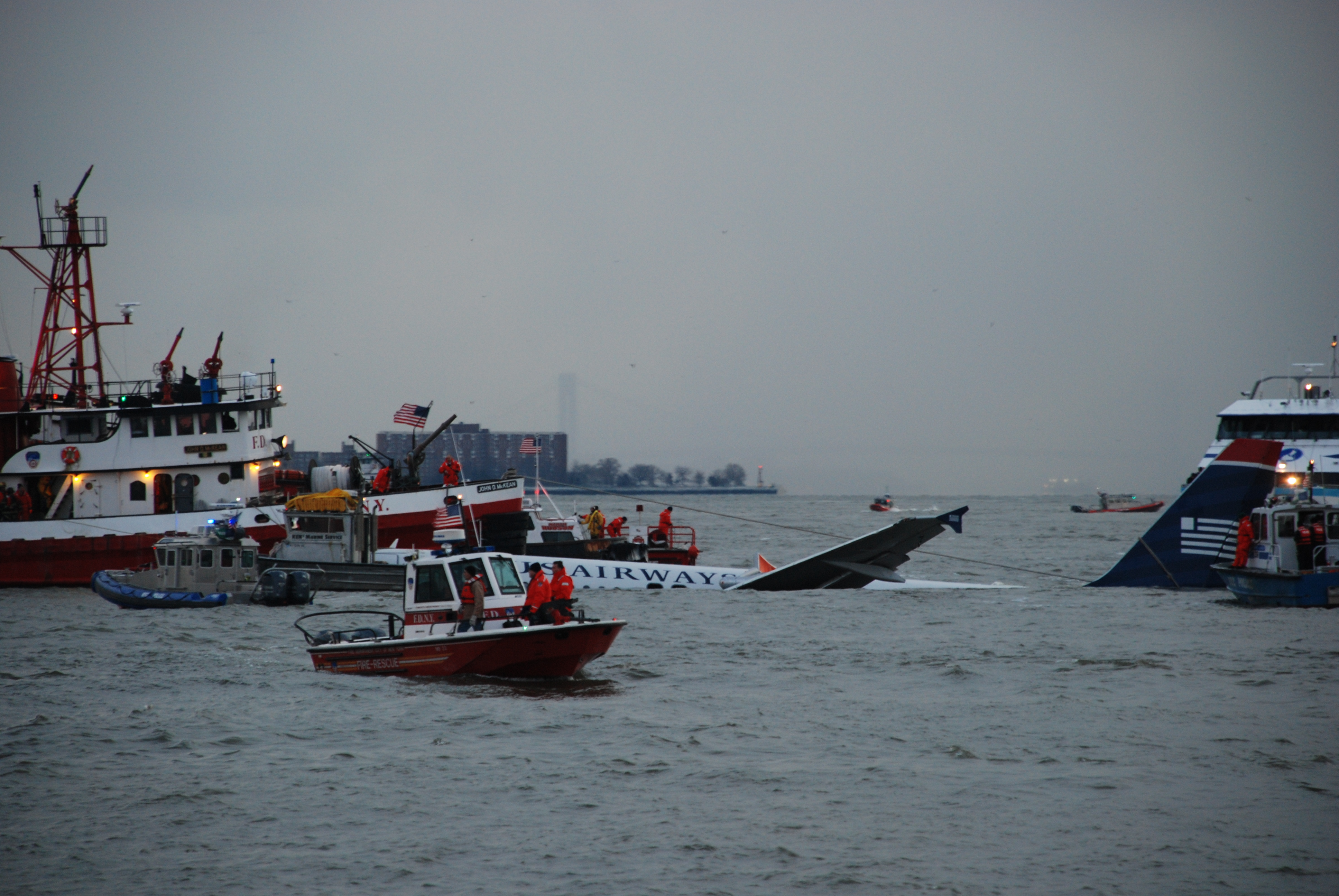
Des bateaux du Fire Department of the City of New York (FDNY) près de l'avion amorçant les opérations d'amarrage.

Le commandant Sullenberger a amerri près de bateaux, ce qui a facilité le sauvetage,,. Les ferries de la NY Waterway, Thomas Jefferson, puis le Governor Thomas H. Kean, sont tous deux arrivés en quelques minutes,, et ont commencé à emmener des personnes à bord. Le commandant Sullenberger a conseillé aux équipages du ferry de secourir d'abord ceux qui se trouvaient sur les ailes, car ils étaient plus en danger que ceux des toboggans, qui se sont détachés pour devenir des radeaux de sauvetage. La dernière personne a été retirée de l'avion à 15 h 55.
Une publication est devenue célèbre alors que Janis Krums, un passager d'un ferry traversant l'Hudson, a posté sur le réseau social Twitter : « Il y a un avion dans l'Hudson. Je suis sur le ferry pour récupérer les gens. C'est fou » accompagné d'une photo à quelques mètres de l'avion dans le fleuve et des passagers sur les ailes et les toboggans d'évacuation,.
Environ 140 pompiers de la ville de New York sont intervenus sur les quais à proximité,, tout comme la police, les hélicoptères ainsi que divers navires et plongeurs,. D'autres agences ont fourni une aide médicale de l'autre côté du fleuve, à Weehawken dans le New Jersey, où la plupart des passagers ont été emmenés,.

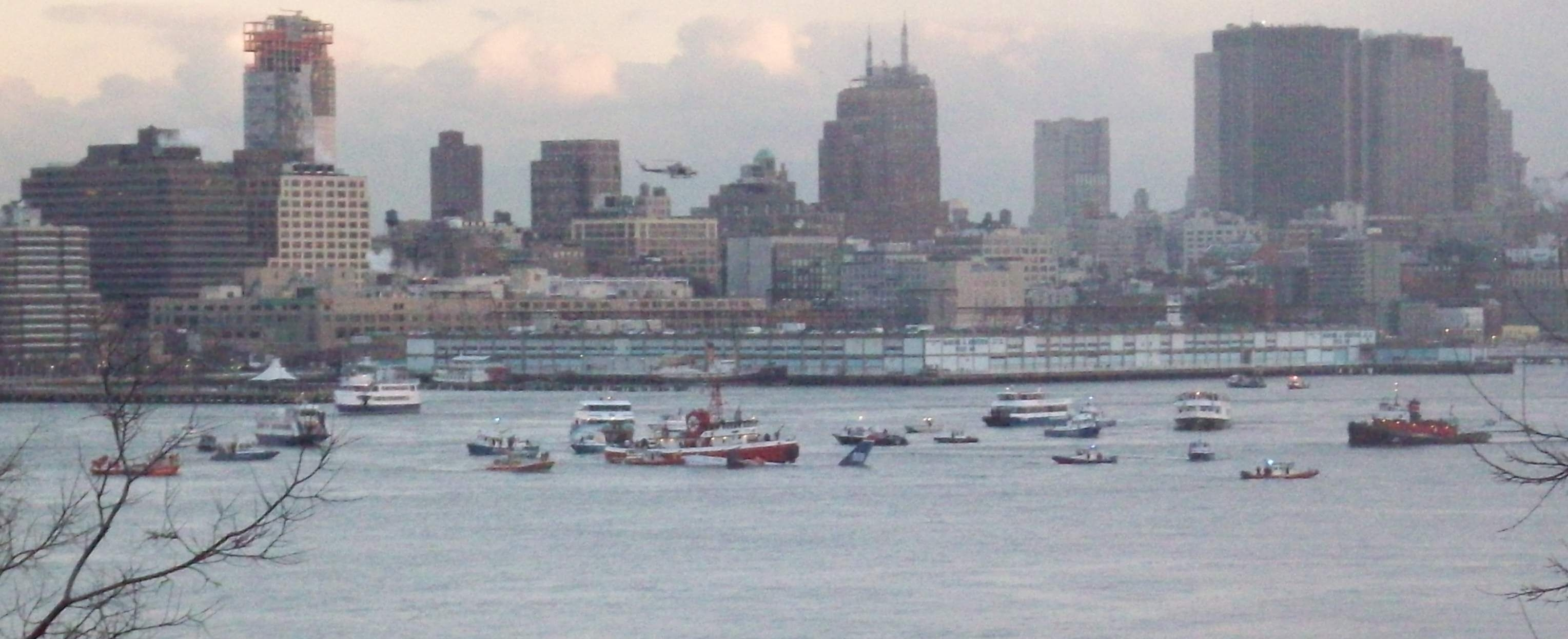
Les bateaux entourent l'empennage de l'avion, visible juste au-dessus de la ligne de flottaison, qui est alors presque entièrement sous l'eau.

### Conséquences

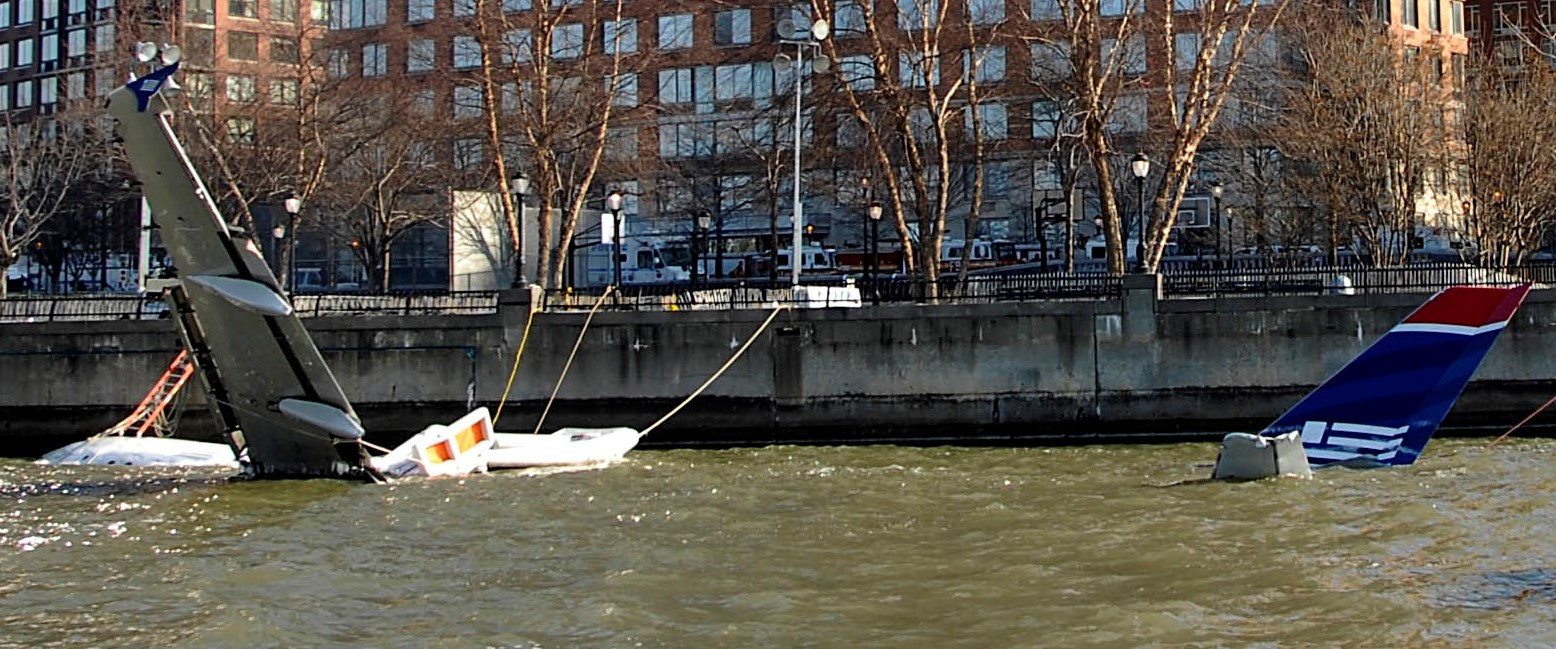
L'avion partiellement submergé amarré le long de Battery Park City, un quartier de Manhattan à New York.

Il y a eu cinq blessures graves, dont une profonde lacération à la jambe de l'agent de bord Doreen Welsh,,. Soixante-dix-huit personnes ont été traitées, principalement pour des blessures mineures et pour hypothermie,, quarante-cinq passagers et les cinq membres d'équipage ont été traités dans des hôpitaux, avec deux passagers gardés pendant la nuit. Un passager porte maintenant des lunettes en raison de lésions oculaires causées par le carburéacteur. Il n'y avait aucun animal domestique à bord.
C'est l'un des trois amerrissages connus d'avions de ligne n'ayant provoqué aucune perte de vie. Les deux précédents sont l'amerrissage du vol Pan Am 6 avec un Boeing 377 au nord-est d'Hawaii en 1956 et un amerrissage d'un avion de la compagnie aérienne russe Aeroflot sur le fleuve Neva en 1963.

## Enquête

### Premières constatations

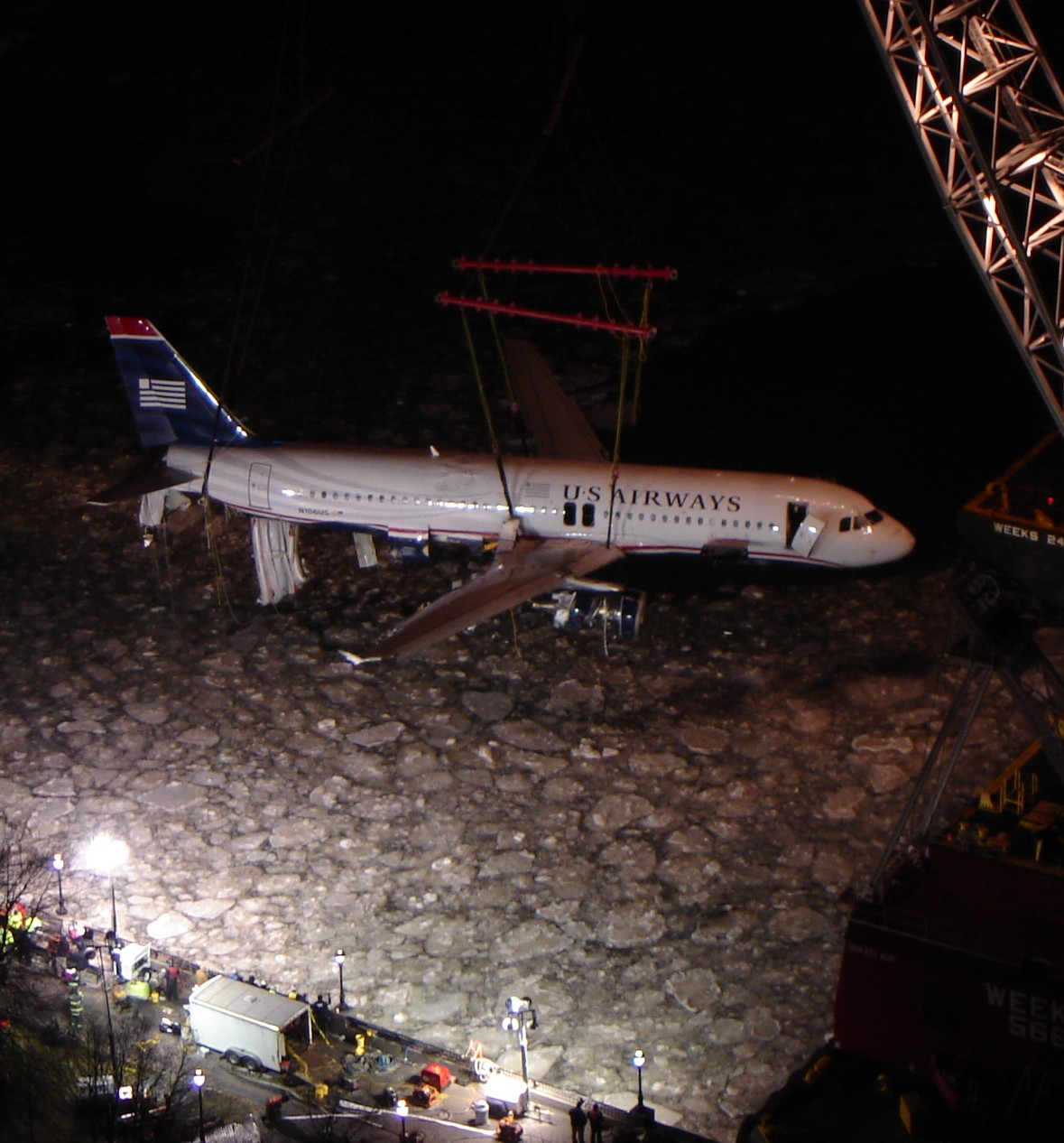
L'avion récupéré du fleuve Hudson dans la nuit du 17 janvier 2009,.

L'avion partiellement submergé a été amarré à une jetée près du World Financial Center dans le Lower Manhattan, à environ six kilomètres en aval du lieu de l'amerrissage. Le moteur gauche, qui s'était détaché lors de l'impact dans l'eau, a été sorti du lit de l'Hudson,,. Le 17 janvier, l'avion a été amené au New Jersey. Le Conseil national de la sécurité des transports américain (NTSB) a envoyé une équipe d'enquêteurs sur place sous la direction de Robert Benzon. Comme l'avion a été assemblé en France, l'Agence européenne de la sécurité aérienne (EASA) et le Bureau d'enquêtes et d'analyses pour la sécurité de l'aviation civile (BEA) ont rejoint l'enquête, avec l'assistance technique d'Airbus, de GE Aviation/ Snecma, respectivement les fabricants de la cellule et des moteurs,.
L'évaluation initiale du NTSB selon laquelle l'avion avait perdu sa poussée après un impact d'oiseau, a été confirmée par l'analyse de l'enregistreur phonique (CVR) et de l'enregistreur des données de vol (FDR) du poste de pilotage,.

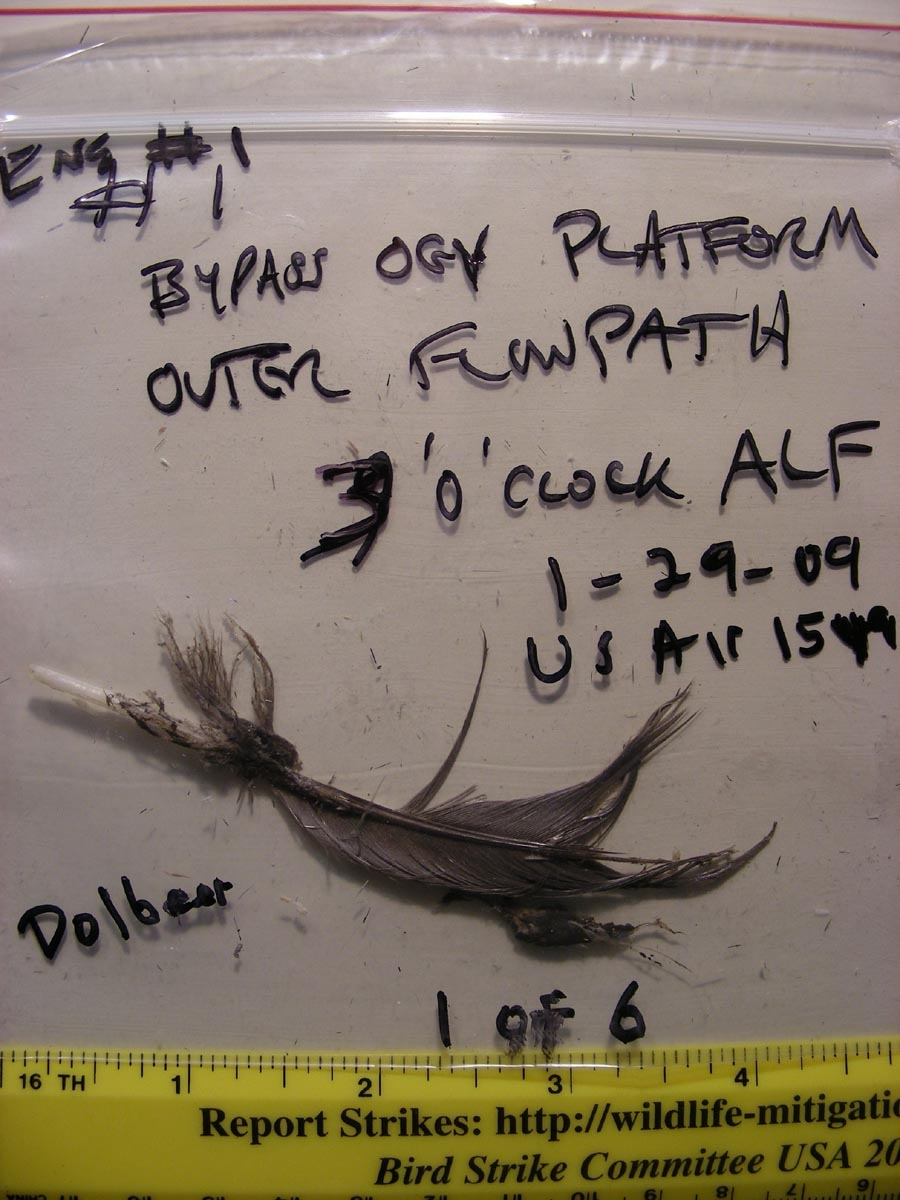
Une plume d'oiseau retrouvée dans le moteur gauche.

Deux jours plus tôt, l'avion avait subi un pompage moteur moins sévère, mais le moteur affecté avait été redémarré,,. Un capteur de température défectueux a été remplacé et une inspection a permis de vérifier que le moteur n'avait pas été endommagé lors de cet incident,.

Le 21 janvier, le NTSB trouve des preuves de dommages importants dans le moteur droit, notamment des débris organiques, y compris une plume,,,. Un impact avec un corps mou a également été mis en évidence sur le moteur gauche, avec : « des bosses sur le cône et sur l'entrée du capot moteur. Cinq aubes de guidage d'admission du servomoteur sont fracturées et huit aubes de guidage de sortie sont manquantes ». Les deux moteurs ont ensuite été envoyés au constructeur pour examen,. Le 31 janvier, l'avion a été déplacé à Kearny dans le New Jersey. 

Récupération des débris et de l'avion
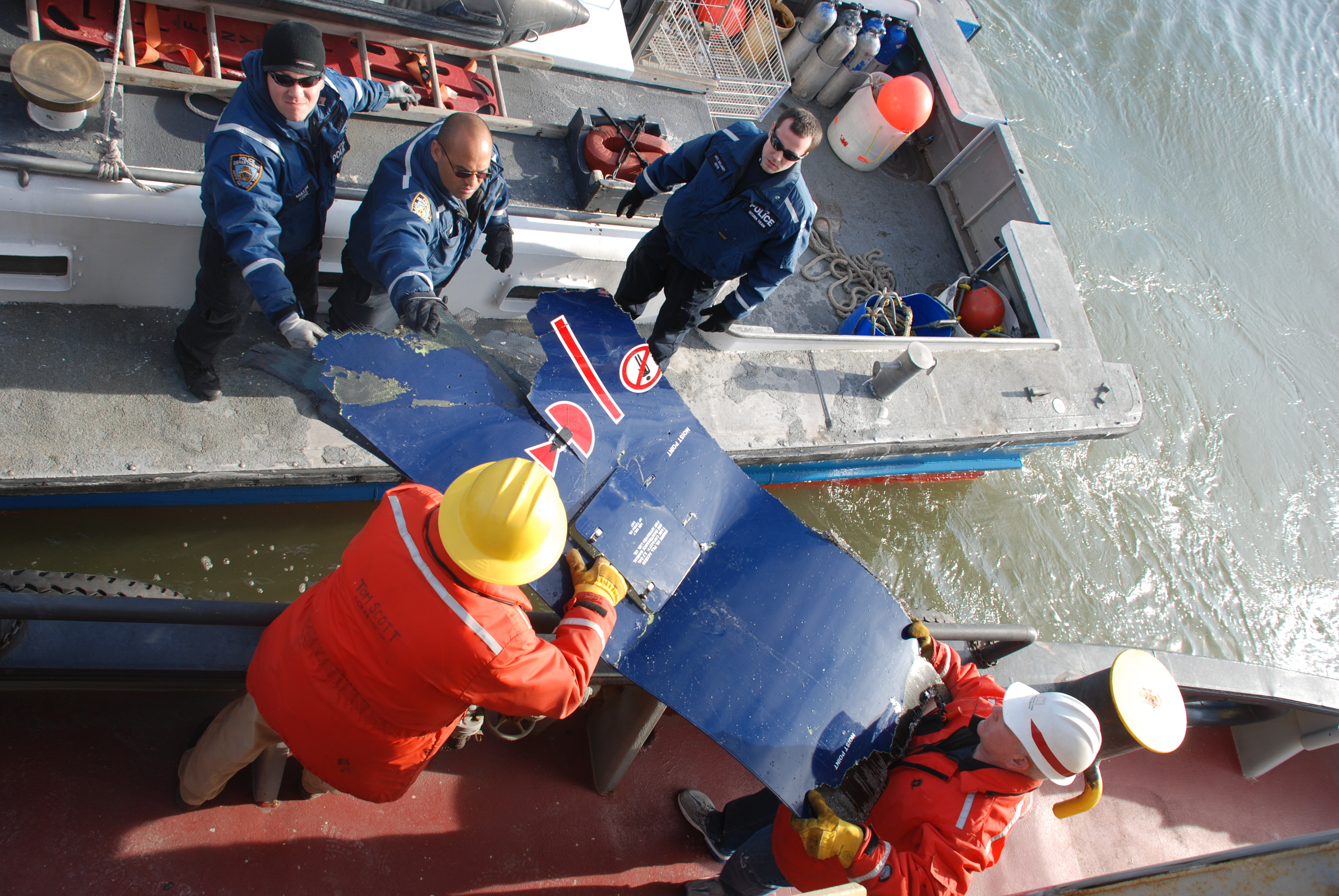
Des membres de l’équipe de plongée du service de police de la ville de New York remettent un morceau du capot moteur à l’équipage du navire de collecte DCV Hayward.
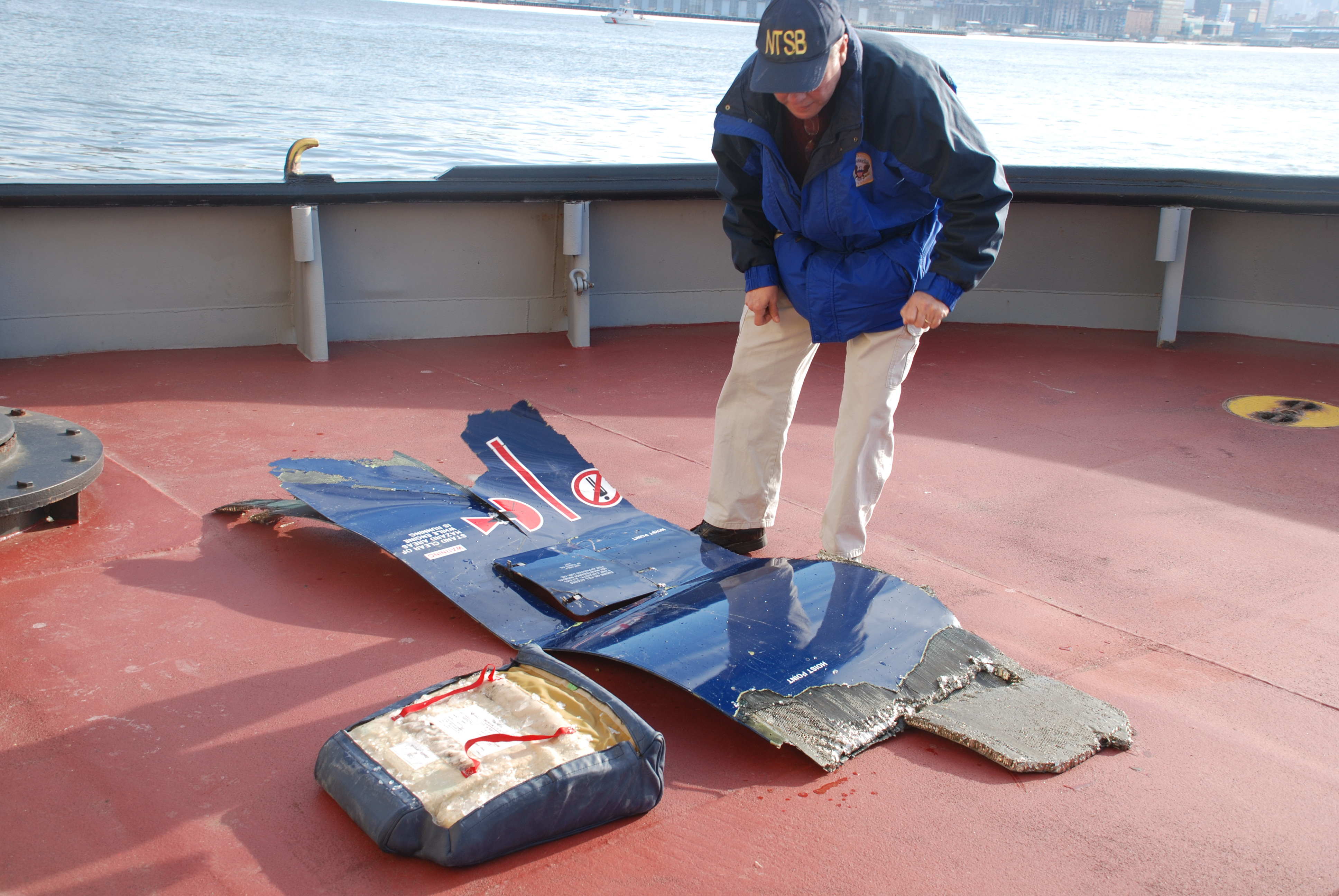
L'enquêteur Robert Benzon à bord du navire DCV Hayward, examine un morceau du capot moteur et un coussin de siège récupéré.
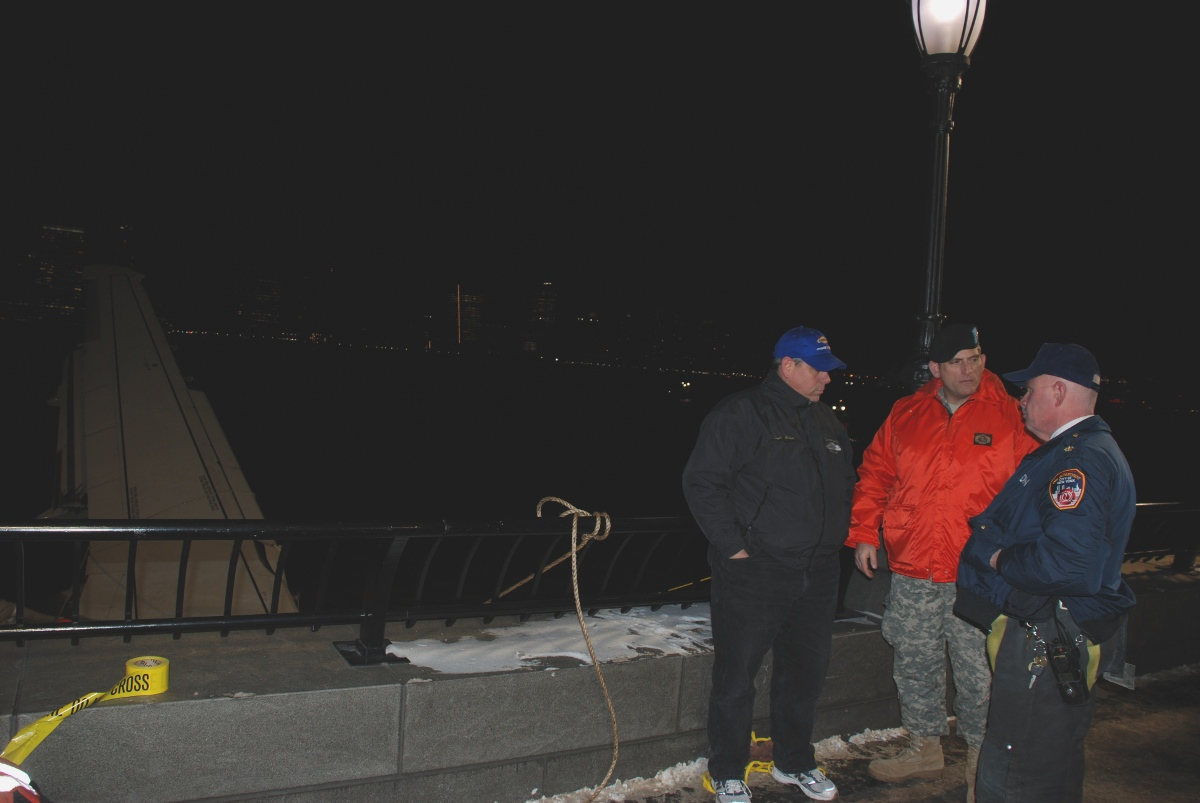
Des responsables de la ville de New York et des navires de collecte discutent des options pour retirer l'avion qui est amarré à la jetée derrière eux.
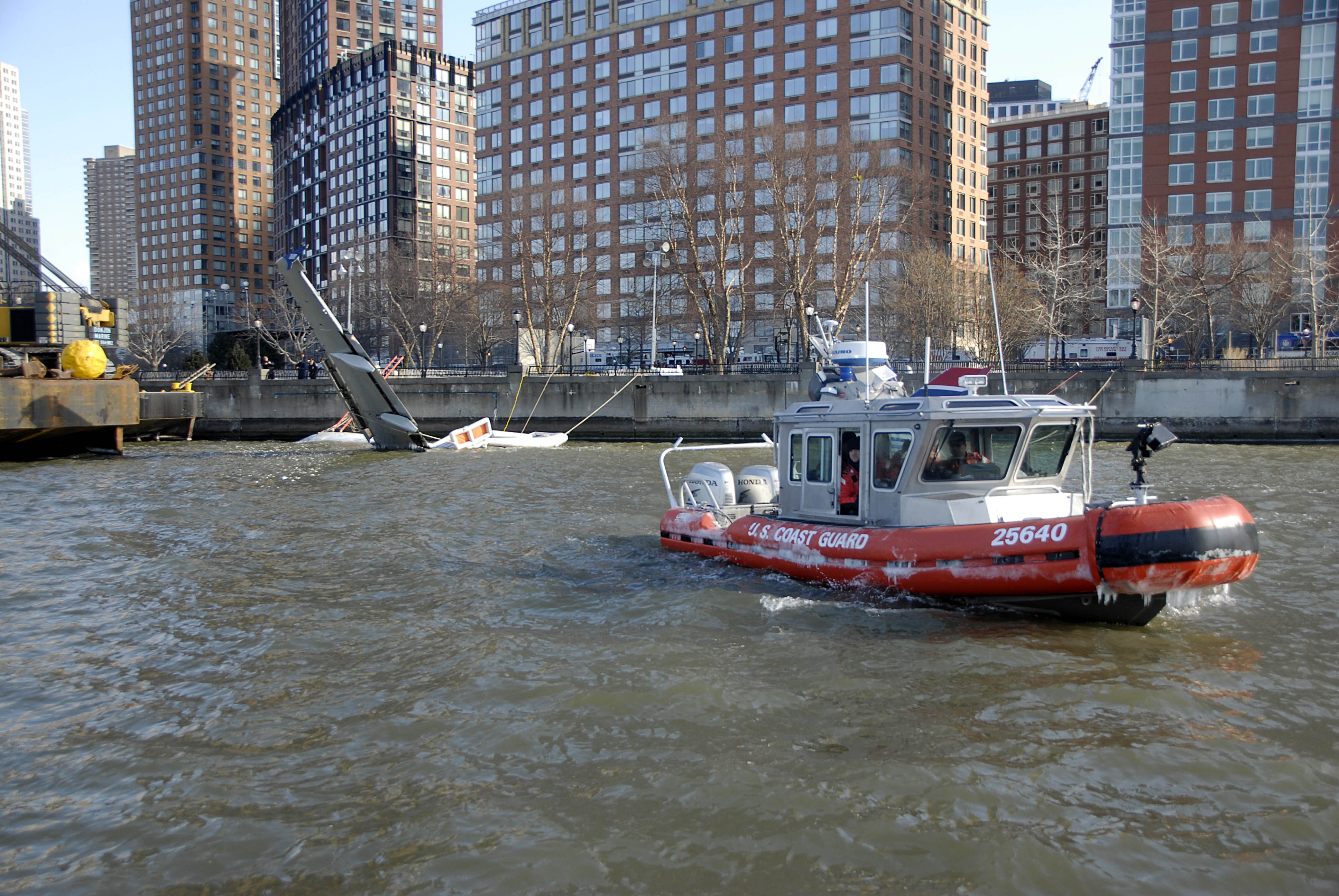
Une équipe à bord d'un bateau de sauvetage de la Garde côtière applique une zone de sécurité autour de l'avion partiellement submergé, près de Battery Park City le 16 janvier 2009.

### Bernaches du Canada

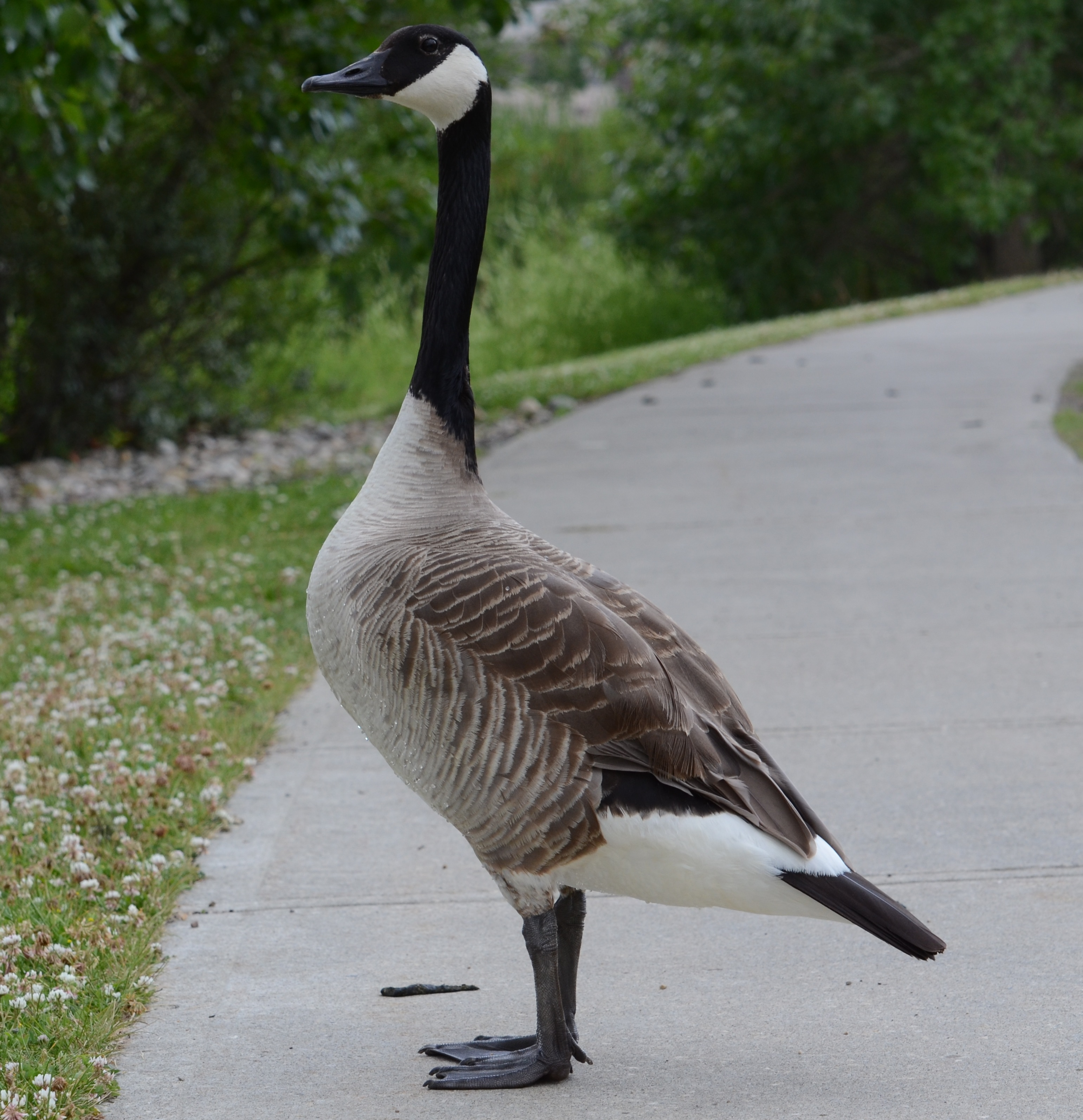
Une bernache du Canada, de la même espèce que celles qui ont percuté l'Airbus A320.

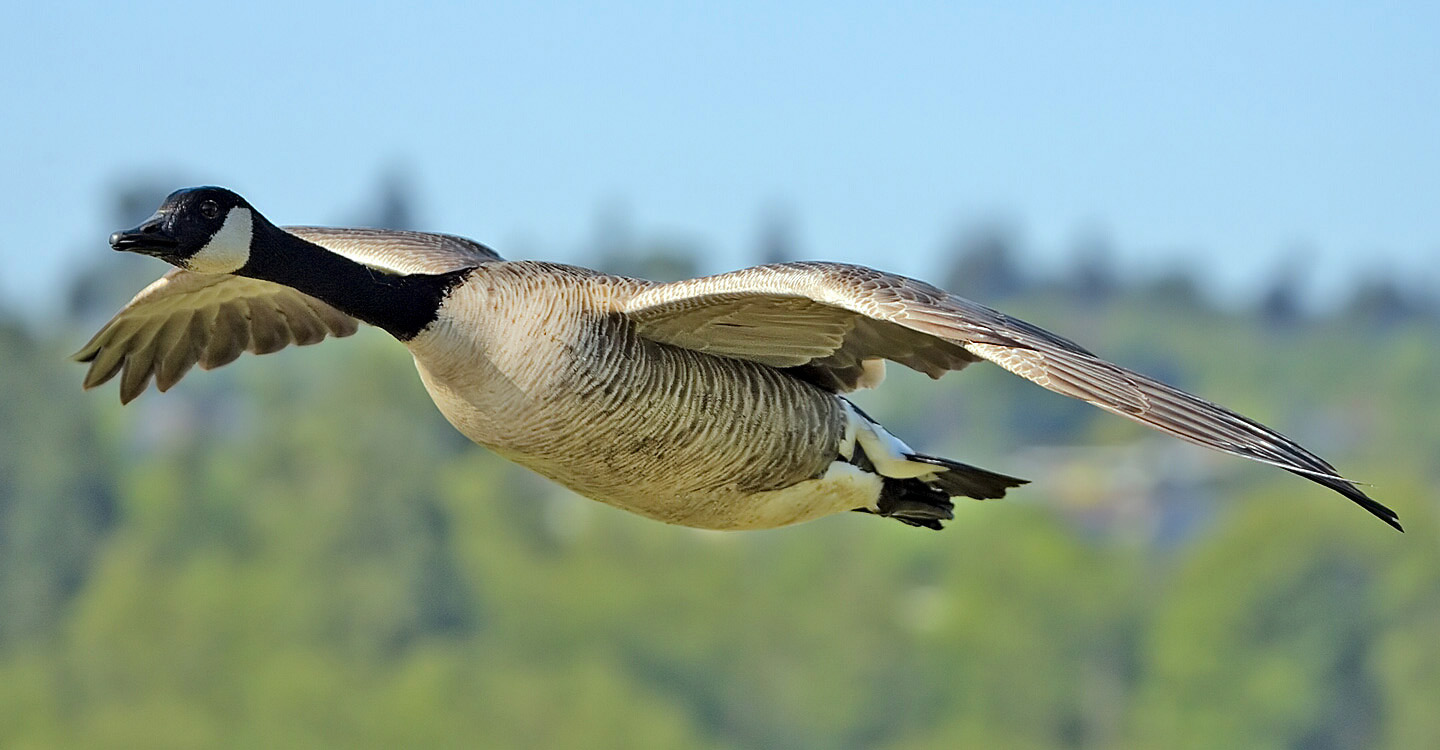
Une bernache du Canada en vol.

Les restes d'oiseaux ont ensuite été identifiés par des tests ADN comme étant ceux de bernaches du Canada, qui pèsent généralement plus que ce à quoi sont préparés les moteurs dans leur conception de résistance à l'ingestion.
Ces oiseaux ont en moyenne une masse de 3,3 à 4,1 kilogrammes. Or, la norme selon laquelle les réacteurs de l'avion ont été construits impose qu'un moteur puisse résister à un choc direct avec un oiseau d'une masse maximale d'1,8 kilogramme, et « le NTSB conclut que la taille et le nombre d'oiseaux ingérés par les moteurs dépassaient largement les règles de certification d'ingestion d'oiseaux. ».
D'après le rapport final du NTSB, « les populations de bernaches du Canada en Amérique du Nord peuvent être divisées en deux groupes en fonction du comportement migratoire. Un groupe se compose d'oies migratrices qui effectuent des migrations saisonnières annuelles et passent les mois d'hiver et d'été à différents endroits. L'autre groupe comprend les oies non migratrices, ou les oies sédentaires, qui ont établi leur résidence toute l'année dans un endroit particulier. ». La population des bernaches du Canada aux États-Unis a progressé entre 1970 et 2008, passant respectivement de 1,2 million à 5,5 millions d'individus, mais c'est la part des oies sédentaires qui a fortement augmenté au fil des années. En effet, alors qu'elles ne représentaient que 19 % de la population des bernaches en 1970, les oies sédentaires représentent 71 % de la population en 2008.

### Décisions de l'équipage

#### Simulations de vol

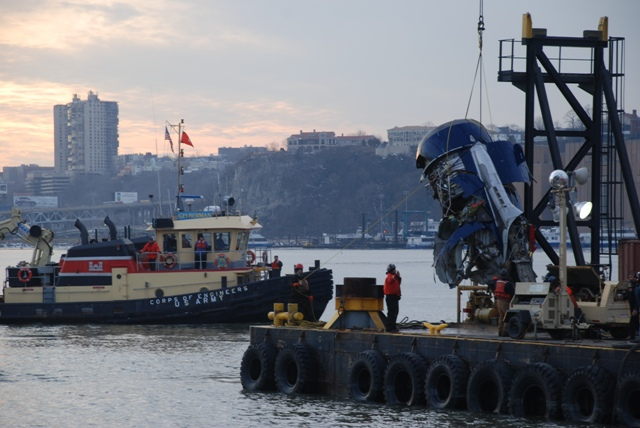
Récupération de l'un des moteurs de l'avion du fleuve.

Le NTSB a utilisé des simulateurs de vol pour tester la possibilité que l'avion soit revenu en toute sécurité à LaGuardia ou se soit dérouté vers Teterboro, et seuls huit des quinze retours simulés à La Guardia ont réussi, et un seul des deux à Teterboro. En outre, le rapport du NTSB a qualifié ces simulations d'irréalistes : « Le virage immédiat effectué par les pilotes pendant les simulations ne reflétait ni ne tenait compte des considérations du monde réel, telles que le délai nécessaire pour reconnaître l'impact d'oiseau et décider d'un plan d'action. ». Dans une autre simulation, au cours de laquelle un délai de 35 secondes a été inséré pour permettre ces considérations, l'avion s'est écrasé. Dans son témoignage devant le NTSB, le commandant Sullenberger a soutenu qu'il n'avait pas le temps d'amener l'avion à un aéroport, et que tenter de le faire aurait probablement tué ceux à bord et plus encore au sol,.

#### Check-list et procédures
Le NTSB a finalement statué que le commandant Chesley Sullenberger avait pris la bonne décision, estimant que la check-list pour la panne des deux moteurs était conçue pour des altitudes plus élevées, lorsque les pilotes ont plus de temps pour faire face à la situation, et que si les simulations ont montré que l'avion aurait tout juste pu revenir à LaGuardia dans certains cas, ces scénarios supposaient une décision immédiate, sans temps alloué pour évaluer la situation,.
En effet, la check-list pour une double panne moteur « comportait trois parties et comptait trois pages et, bien que les pilotes aient pu terminer la plupart de la partie 1, ils n’ont pas pu commencer les parties 2 et 3 en raison de la basse altitude de l’avion et du temps limité dont ils disposaient » car cette dernière « a été conçue en supposant qu'une double panne moteur se produit à haute altitude (au-dessus de 20 000 pieds soit 6 100 mètres) », alors que l'équipage se trouvait plus de 17 100 pieds (5 200 mètres) en deçà de l'altitude prévue pour une utilisation optimale de la check-list. De plus, « Airbus n'avait pas envisagé de développer une check-list pour une utilisation à basse altitude, lorsque le temps est limité avant l'impact au sol ou sur l'eau ».
Un autre facteur dans la réussite de l'amerrissage fut la réaction immédiate des pilotes juste après l'impact avec les oiseaux. En effet, leurs réactions ont été cruciales et le NTSB déclare que « bien que les pilotes n'aient pu remplir qu'environ un tiers de la check-list, immédiatement après l'impact d'oiseau, le commandant de bord a accompli une action critique que l'équipage n'a pas atteint dans la check-list : le démarrage du groupe auxiliaire de puissance (APU). Le démarrage de l'APU au début de la séquence de l'accident s'est avéré critique, car il a amélioré le résultat de l'amerrissage en garantissant la disponibilité de l'énergie électrique pour l'avion. De plus, si le commandant de bord n'avait pas démarré l'APU, l'avion ne serait pas resté dans un mode de vol normal. Cette étape critique n'aurait pas été réalisée si les pilotes avait simplement suivi l'ordre des éléments de la check-list. ».
Le NTSB a également noté « qu'il ne s'agit pas du premier accident dans lequel la conception de la check-list a été reconnue comme un problème de sécurité. Par exemple, après l'accident du vol Swissair 111 le 2 septembre 1998 au cours duquel une présence faible de fumée s'est transformée, après quelques minutes seulement, en un incendie soudain et très important en vol, le Bureau de la sécurité des transports du Canada a déterminé que la check-list que l'équipage a tenté d'utiliser aurait pris environ 20 à 30 minutes pour être complétée. Cependant, seulement 20 minutes se sont écoulées entre le moment où l'incendie à bord a été détecté et le moment où l'accident s'est produit ».
Dans son rapport final, le NTSB déclare : « Par conséquent, le NTSB conclut que la décision du commandant de bord d'amerrir sur le fleuve Hudson plutôt que de tenter d’atterrir à un aéroport a fourni la probabilité la plus élevée de survie à l'accident. ». De plus, « les scénarios d'amerrissage n'étaient pas inclus dans le programme de formation sur simulateur d'US Airways ou d'Airbus » et donc aucune formation pratique n'avait préparé les pilotes à une telle situation.

### Autres constatations

#### Attention des passagers

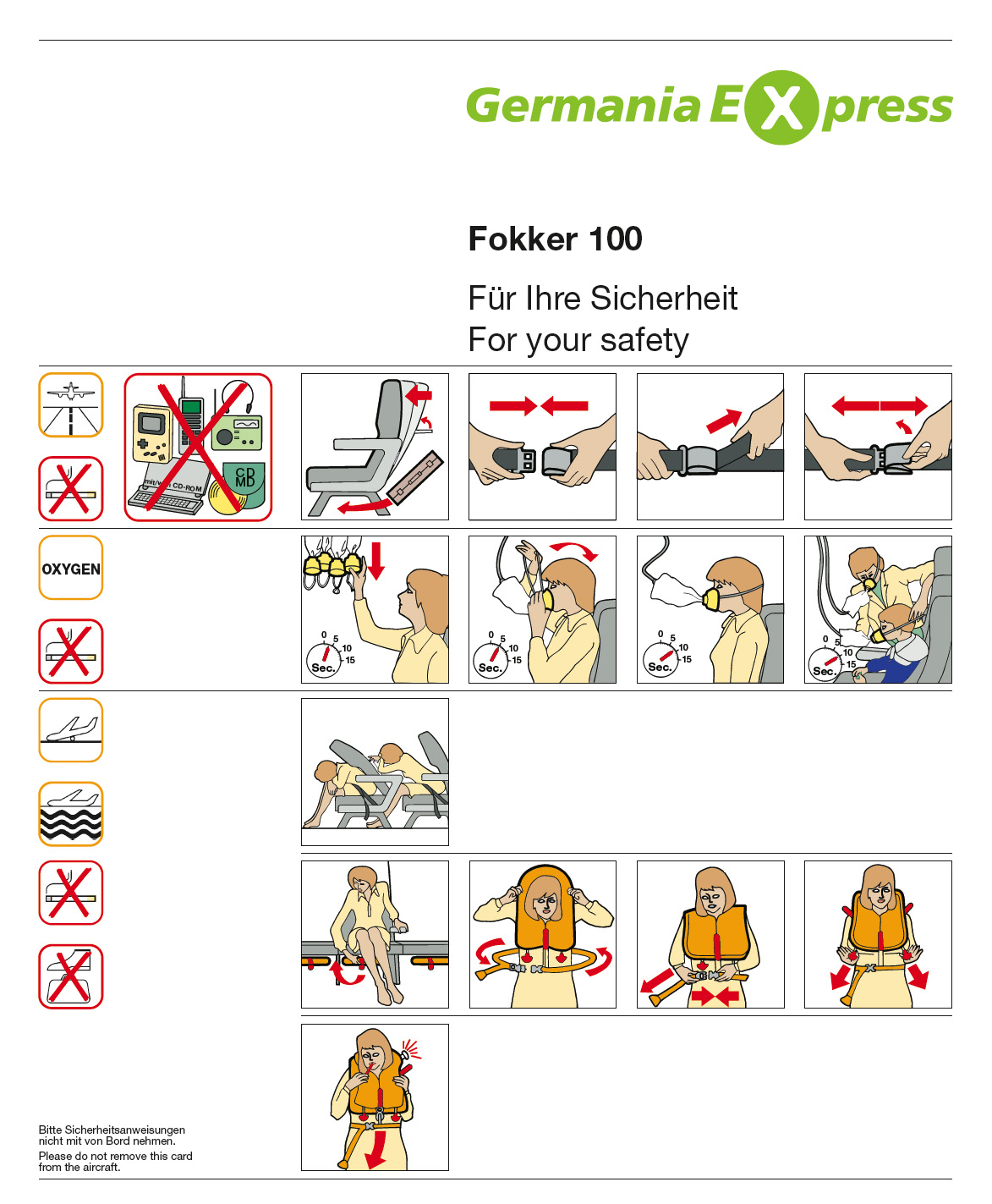
Une notice de sécurité d'un Fokker 100 de l'ancienne compagnie aérienne allemande Germania Express présente devant chaque siège et fournissant des informations essentielles aux passagers notamment sur les ceintures de sécurité, sur les masques à oxygène, sur la position de sécurité ou encore sur l'emplacement et l'utilisation des gilets de sauvetage.

En juin 2000, dans une étude intitulée « Évacuation d'urgence des avions commerciaux », le NTSB a étudié 46 cas d'accidents ayant entraîné une évacuation d'urgence des passagers et de l'équipage entre septembre 1997 et juin 1999, afin d'examiner les défaillances présentes dans les procédures et d'améliorer la sécurité en cas d'évacuation. À la suite de l'étude, 23 recommandations de sécurité (dont trois réitérées) ont été émises à destination de la Federal Aviation Administration. Dans cette étude, il est notamment abordé le sujet de l'attention des passagers lors des démonstrations de sécurité effectuées par les agents de bord avant le vol. En effet, le code des règlements fédéraux (CFR) « exige que les passagers reçoivent des instructions avant le décollage sur les aspects de sécurité du vol à venir, [...], (et qu'il) doit inclure des informations (notamment) sur la cigarette à bord, sur l'emplacement des issues de secours, sur les ceintures de sécurité, ainsi que l'emplacement et l'utilisation des moyens de flottaison ». Dans les conclusions de son étude, le NTSB déclare notamment que « malgré les efforts et les diverses techniques au fil des années pour améliorer l'attention des passagers aux briefings sur la sécurité, un grand pourcentage continue de les ignorer avant le vol. De plus, malgré des directives [...] de la Federal Aviation Administration, de nombreuses cartes d'information sur la sécurité fournies par les transporteurs aériens ne communiquent pas clairement les informations de sécurité aux passagers »,, et que « le problème de l'inattention aux briefings persiste et que les passagers [...] doivent prêter attention aux informations de sécurité ».

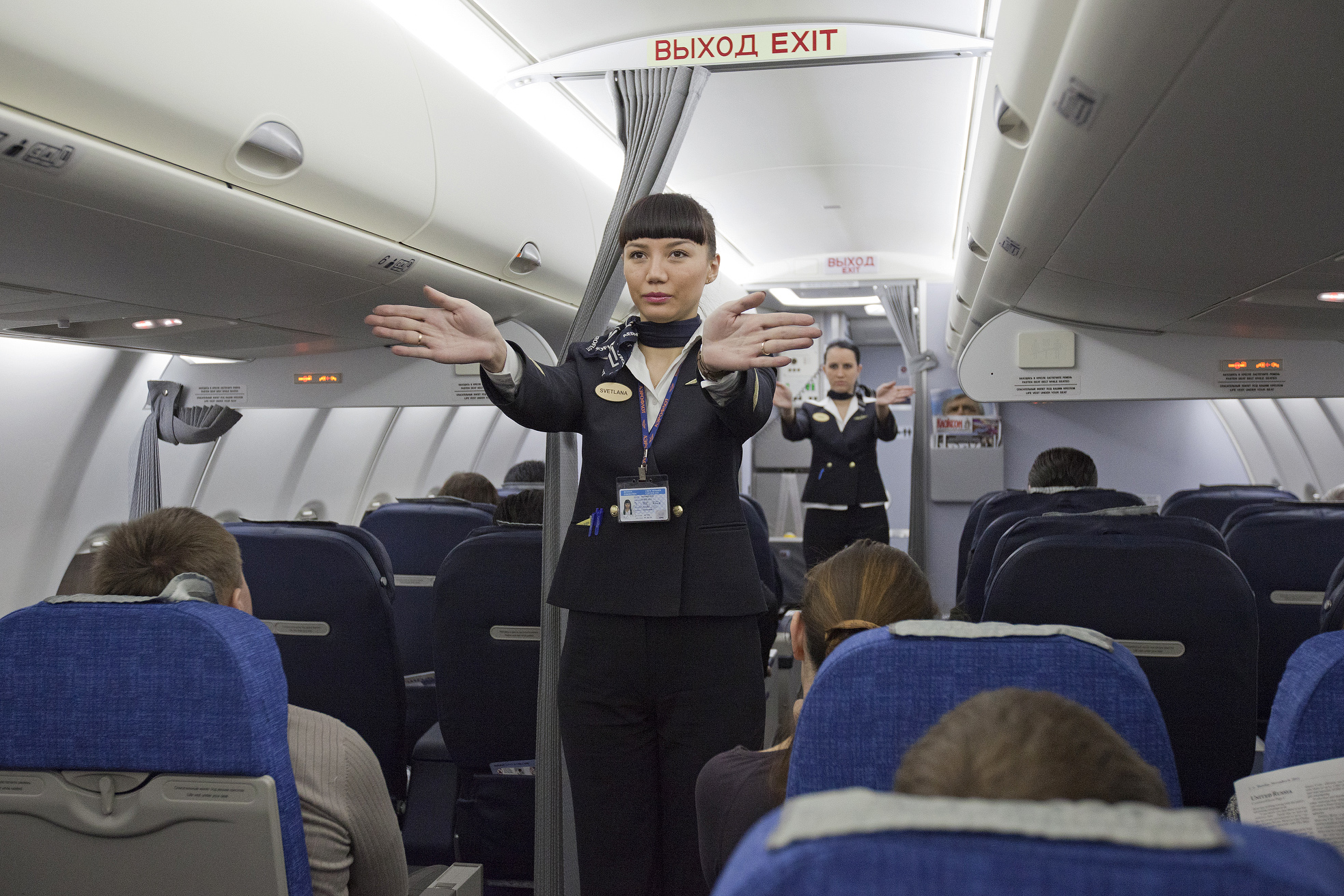
Des agents de bord (PNC) effectuant une démonstration de sécurité avant le vol.

Dans son rapport final sur l'accident de l'Hudson, le NTSB déplore que l'attention des passagers était « encore pire » que présentée dans son étude de sécurité, dix ans plus tôt,. En effet, après différentes interviews de passagers, il ressort que 70 % d'entre eux n'ont regardé aucun des briefings sur la sécurité avant le vol, que 92 % d'entre eux n'ont pas lu la notice de sécurité et que « l'attention des passagers était globalement faible »,. De ce fait, plusieurs passagers n'étaient pas au courant de la position à adopter lorsque le commandant a appelé la cabine à se préparer pour l'impact, et plusieurs passagers n'ont pas pris le temps de prendre des gilets de sauvetage situés sous les sièges (seulement sept personnes, soit 4,67 % des passagers ont déclaré avoir pris leur gilet de sauvetage sous leur siège), ni pris le temps d'emporter des coussins de sièges flottants lors de l'évacuation (77 personnes, soit 53 % des passagers en possédaient), et le personnel de cabine et les pilotes ont dû en distribuer plusieurs.
D'après le NTSB, « ces réponses indiquent clairement que les renseignements sur la sécurité des passagers sont toujours systématiquement ignorés par la plupart des voyageurs. La raison la plus fréquemment citée est que les passagers volaient fréquemment et connaissaient bien l'équipement de l'avion, ce qui les rendait présomptueux ». Finalement, le NTSB conclut que « la plupart des passagers n'ont pas prêté attention aux instructions orales sur la sécurité avant le vol ou n'ont pas lu la notice d'information sur la sécurité, ce qui indique que des méthodes plus créatives et efficaces de transmission des informations de sécurité aux passagers sont nécessaires en raison des risques associés à l'absence de connaissance des équipements de sécurité ».

#### Position de sécurité
Au cours de son enquête, le NTSB a examiné les blessures de deux passagères, sérieusement blessées avec une fracture à l'épaule survenue lors de l'impact avec l'eau. Les deux femmes ont déclaré avoir adopté une position de sécurité similaire, identique à celle présentée sur la notice de sécurité de US Airways (conforme aux normes de la FAA de l'époque), et consistant à « mettre leurs bras sur le siège devant eux et à se pencher en avant ». Or, les recommandations quant à la position de sécurité à l'époque ne prenaient pas en compte un nouveau type de siège, qui possédait un « dossier non basculant » (« non-breakover seats »), « conçu pour être essentiellement rigide et pour ne pas s'effondrer facilement ou rapidement vers l'avant, [et] qui minimise les mouvements de la tête et l'accélération du corps avant de heurter le dossier par l'arrière, ce qui entraîne des blessures à la tête moins graves ».
Finalement, « le NTSB conclut que la position de sécurité recommandée par la FAA ne tient pas compte des sièges nouvellement conçus qui n’ont pas de fonction de basculement et que, dans cet accident, la position recommandée par la FAA pourrait avoir contribué aux fractures à l’épaule de deux passagers. Par conséquent, le NTSB recommande que la FAA mène des recherches pour déterminer la position de sécurité la plus favorable dans les avions comportant des sièges anti-basculement. ».
En 2015, à la suite des recommandations émises par le NTSB, la FAA commande une étude intitulée « Effet de la position du passager sur le risque de blessure lors d'un accident d'un avion de transport ». Dès lors, la FAA admet que « cette recherche a conduit à la conclusion qu'au fur et à mesure de l'évolution de la technologie des sièges, la position de sécurité la plus efficace a également dû évoluer, et les positions actuelles recommandées [...] peuvent nécessiter un ajustement pour fournir un niveau de sécurité équivalent pour tous les types de dossier de siège. ». À la suite de cette étude, au cours des années suivantes, la réglementation a progressivement évolué et la position de sécurité recommandée a été modifiée. Aux États-Unis, la FAA recommande désormais que « les passagers doivent se pencher en avant aussi loin que possible avec la tête vers le bas, placer leurs pieds aussi loin que possible et enrouler leurs bras sous leurs jambes derrière leurs genoux ».

### Conclusions

#### Résultats

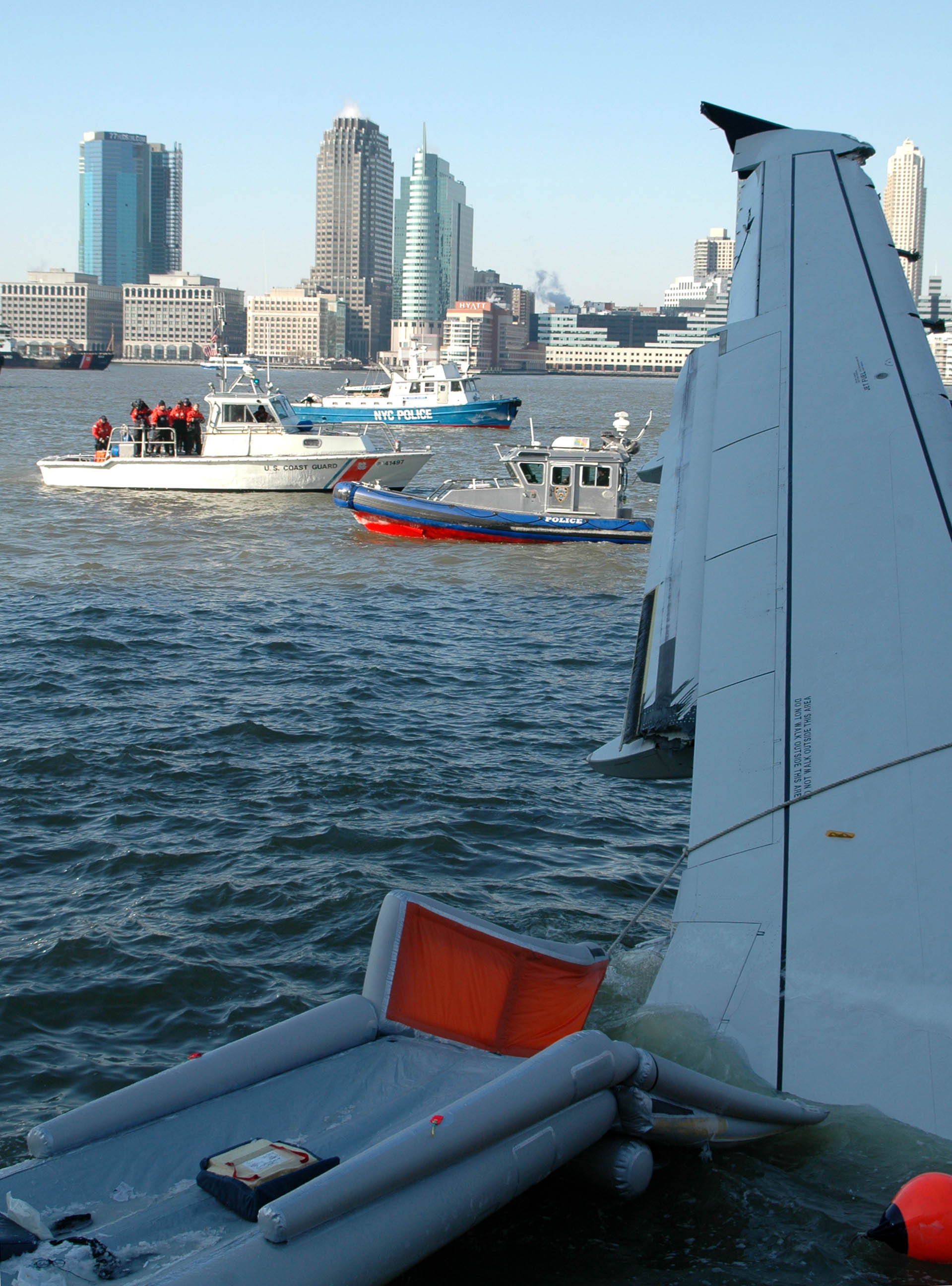
Vue de l'aile de l'avion et de la ville de New York en arrière-plan, alors que l'avion est amarré à Battery Park City.

Dans les conclusions de son rapport final, le NTSB a récapitulé les résultats des recherches menées tout au long de l'enquête, et conclut notamment :
- « Les deux moteurs fonctionnaient normalement jusqu'au moment où ils ont ingéré chacun au moins deux gros oiseaux (pesant environ 3,6 kilogrammes chacun), chaque cœur de moteur ingérant au moins un oiseau, ce qui a causé des dommages mécaniques qui ont empêché les moteurs de fournir une poussée suffisante pour maintenir l'avion en vol[C 31]. »[NTSB 62].
- « Le professionnalisme des membres de l'équipage du cockpit et leur excellente gestion des ressources de l'équipage pendant l'accident ont contribué à leur capacité à garder le contrôle de l'avion, à le configurer dans la mesure du possible au vu des circonstances et à effectuer une approche qui a augmenté les chances de survie à l'impact[C 32]. »[NTSB 63].
- « Les agents de bord ont amorcé l'évacuation rapidement et, bien qu'ils aient tous rencontré des difficultés à leur sortie, ils ont quand même réussi une évacuation efficace et rapide[C 33]. »[NTSB 64].
- « Bien que la réglementation de la Federal Aviation Administration n'imposât pas que l'avion fût équipé pour des opérations prolongées au-dessus de l'eau (EOW) pour effectuer le vol concerné, le fait que l'avion soit ainsi équipé, y compris la disponibilité des toboggans d'évacuation à l'avant, a contribué à l'absence de décès et au faible nombre de blessures graves liées à l'immersion en eau froide puisqu'environ 64 occupants ont utilisé, après l'amerrissage, les toboggans avant[C 34]. »[NTSB 64].

#### Cause probable

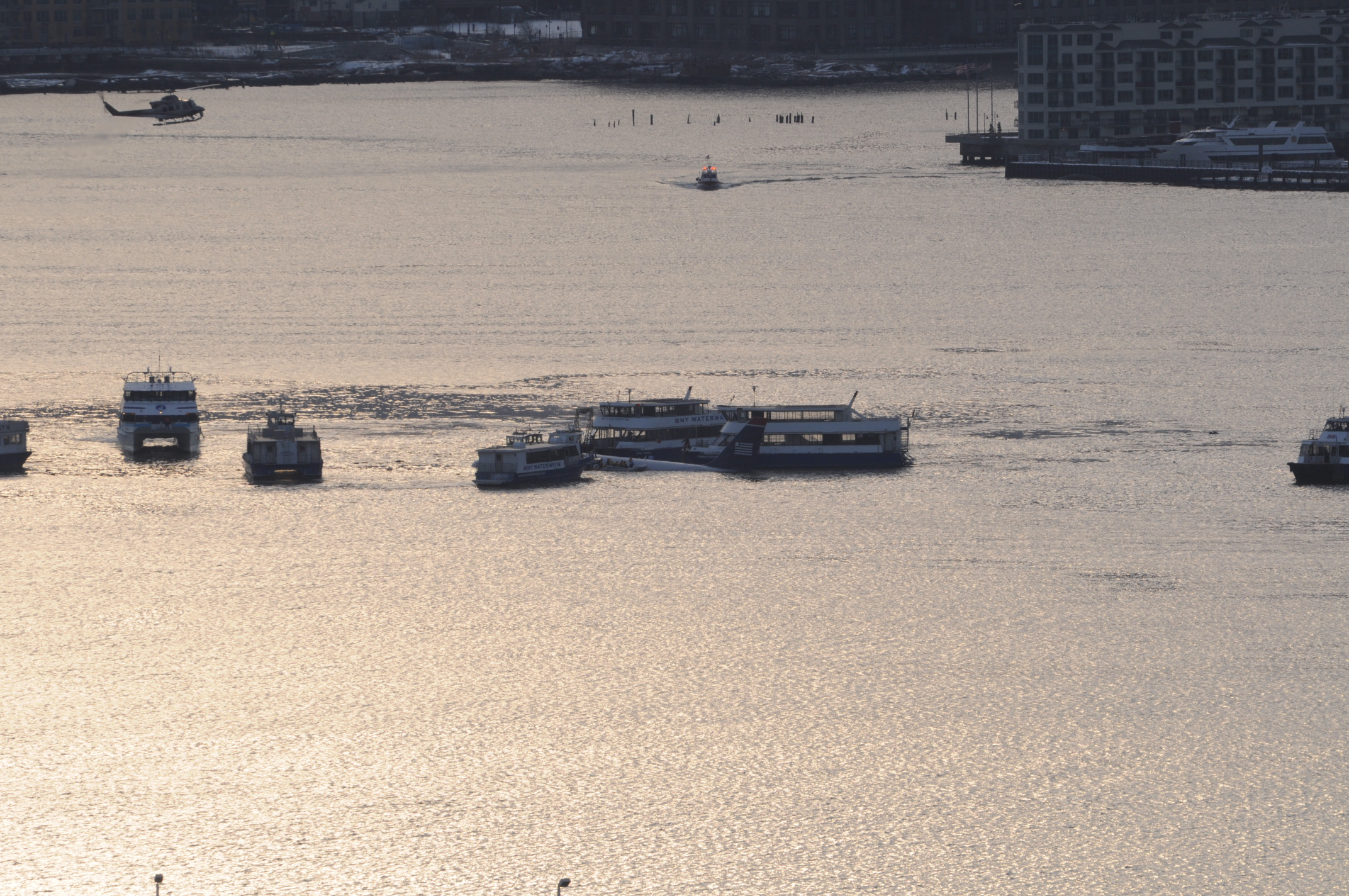
L'avion dans le fleuve Hudson, entouré de plusieurs ferries et d'un hélicoptère.

Après dix-huit mois d'enquête, le 4 mai 2010, le Conseil national de la sécurité des transports publie son rapport final, qui identifie la cause probable de l'accident comme étant « l'ingestion de gros oiseaux dans chaque moteur, ce qui a entraîné une perte presque totale de poussée dans les deux moteurs, entraînant un amerrissage dans le fleuve Hudson ». Le rapport final attribue l'issue heureuse de l'accident à quatre éléments : « la prise de décision des membres de l'équipage du poste de pilotage et la gestion de leurs ressources d'équipage pendant la séquence de l'accident (y compris la décision d'activer immédiatement l'APU et d'amerrir dans l'Hudson) ; le fait que l'A320 soit certifié pour un fonctionnement prolongé au-dessus de l'eau (ce qui inclut le transport de gilets de sauvetage et de radeaux et toboggans supplémentaires) même si cela n'était pas nécessaire pour cet itinéraire ; la performance de l'équipage de cabine ayant permis une évacuation rapide ; et la proximité des intervenants d'urgence avec le lieu de l'accident et leur réaction immédiate et appropriée à l'accident. ». En plus de celui des pilotes, l'enquête a également salué le grand professionnalisme de l'équipage de la cabine, celui du contrôle aérien ainsi que des sauveteurs arrivés très rapidement sur place.

### Recommandations

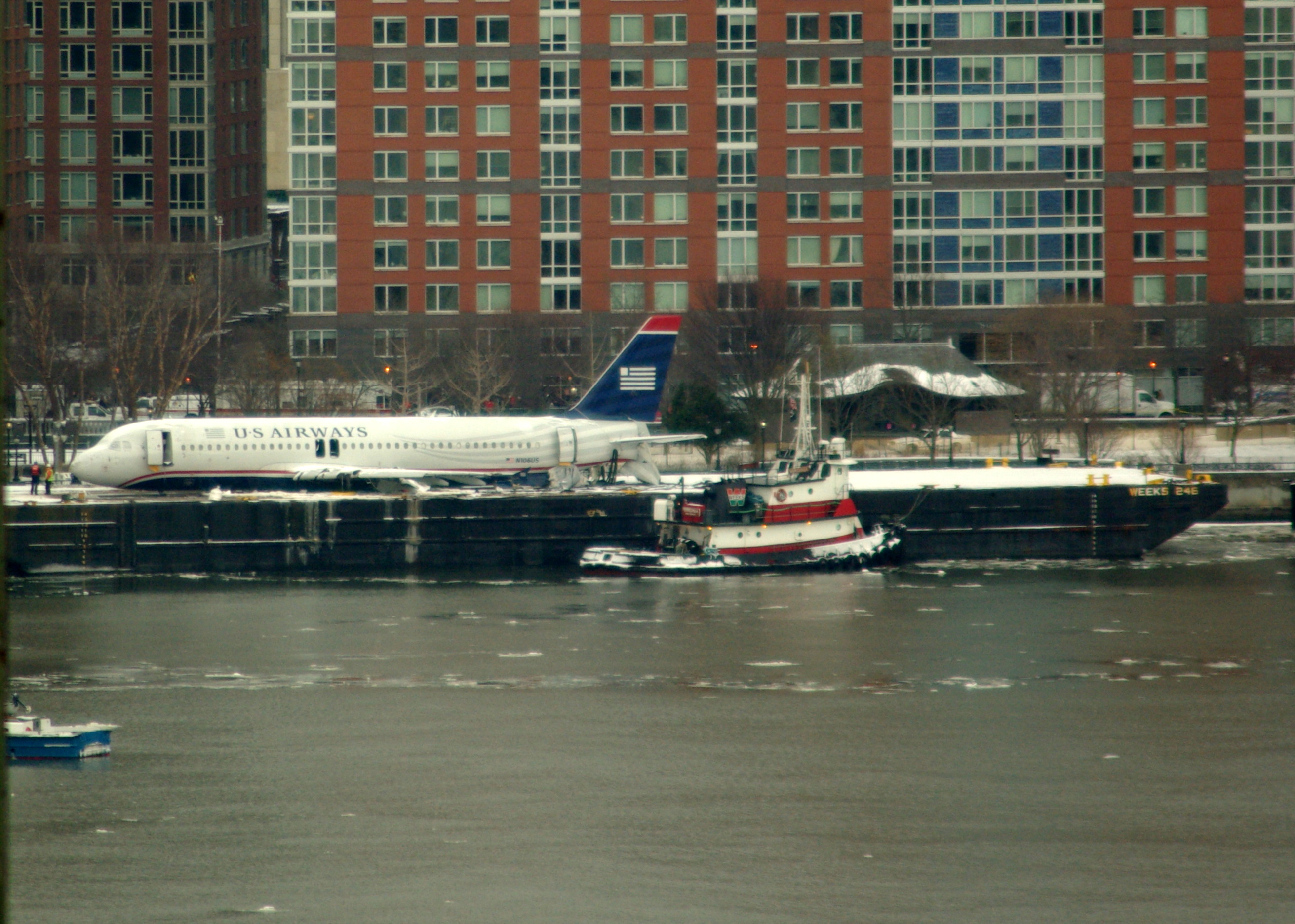
L'Airbus A320 du vol US Airways 1549 après avoir été retiré de l'Hudson.

Trente-cinq recommandations de sécurité, dont trente-trois sont incluses dans le rapport final sont émises à la suite de l'accident, et sont destinées à la Federal Aviation Administration (FAA), à l'Agence européenne de la sécurité aérienne (EASA) ainsi qu'au département de l'Agriculture des États-Unis, notamment sur le fait que les moteurs soient testés pour la résistance aux impacts d'oiseaux à basse vitesse ; sur l'élaboration de check-lists pour les doubles pannes moteurs à basse altitude et sur des modifications de la conception des check-lists en général « pour minimiser le risque que les membres d'équipage se retrouvent coincés dans une check-list inappropriée ou une partie d'une check-list » ; sur l'amélioration de la formation des pilotes pour les atterrissages sur l'eau ; sur la fourniture de gilets de sauvetage sur tous les vols, quel que soit l'itinéraire, et les modifications de l'emplacement des gilets et autres équipements d'urgence ; sur la recherche d'une gestion améliorée de la faune et des innovations techniques sur les aéronefs pour réduire les impacts d'oiseaux ; sur la recherche des changements possibles dans la position de sécurité des passagers ; et sur la recherche concernant les « méthodes pour surmonter l'inattention des passagers » lors des séances d'information sur la sécurité avant le vol. 
Cependant, plus de sept ans après l'accident, fin 2016, seules six des 35 recommandations ont été mises en œuvre par les agences responsables de leur application. Plus de dix ans après l'évènement, onze recommandations ont finalement été acceptées et sept ont été admises après révisions, tandis que seize recommandations ont été rejetées et une a été reconsidérée, ce qui donne seulement 51,43 % des recommandations émises par le NTSB finalement acceptées. 
En réponse à certaines de ces recommandations, en 2018, la FAA a proposé un projet de réglementation intitulé « Test (de collision) d'oiseau de taille moyenne en stade de montée » (Medium Flocking Bird Test at Climb Condition), similaire à un projet de l'EASA présenté un an plus tôt, qui viserait à améliorer les conditions de certification des nouveaux moteurs d'avion afin qu'ils deviennent plus résistants à des collisions avec des oiseaux, notamment lors de la montée, là où le régime moteur est plus faible que durant le décollage, et la probabilité de dommages en cas d'impact plus élevée. La nouvelle certification « exigerait (notamment) un test d'ingestion qui simule un oiseau de taille moyenne entrant dans le cœur du moteur à 250 nœuds (463 km/h) à une altitude de 3 000 pieds (915 mètres). Le moteur doit être capable de produire au moins 50 % de la poussée nominale maximale jusqu'à une minute après l'ingestion ».

## Conséquences

### Après l'accident

#### Gestion de la crise
De nombreux passagers et sauveteurs ont éprouvé des symptômes de stress post-traumatique tels que l'insomnie, des flashbacks et des crises de panique et certains ont créé un groupe de soutien par courrier électronique. Patrick Harten, le contrôleur qui était responsable du vol, a déclaré que « la partie la plus difficile et la plus traumatisante de tout l'événement était quand c'était fini », et qu'il était « saisi par des moments bruts de choc et de chagrin »,.
La gestion de crise par la compagnie aérienne US Airways a été citée notamment comme étant « un cas d’école de communication et de gestion de crise ». James J. Hanks Jr., avocat et passager sur le vol, a été surpris par les soins fournis par les employés d'US Airways à la suite de l'amerrissage forcé, la compagnie offrant « des vêtements secs, des repas chauds et une chambre d'hôtel gratuite, allant même jusqu'à accentuer leurs efforts pour remplacer tous ses biens perdus, jusqu'à son BlackBerry, l'amenant à déclarer qu'il se « sentait complètement à l'aise entre leurs mains » »,. De plus, la compagnie a immédiatement activé un numéro vert gratuit et a dépêché une équipe de plus de cent personnes, composées d'employés avec des cartes de crédit, de l'argent et des téléphones portables, pour aider les passagers et répondre à leurs besoins,.
Chaque passager a reçu une lettre d'excuses, 5 000 dollars en compensation pour les bagages perdus (et 5 000 dollars de plus s'ils pouvaient démontrer des pertes plus importantes) et le remboursement du prix du billet,,. En mai 2009, ils ont reçu tous les effets personnels qui avaient été récupérés. En outre, ils ont chacun signé des clauses d'un montant de 10 000 dollars en échange de l'abandon de toutes poursuites futures contre US Airways.

#### Devenir de l'avion

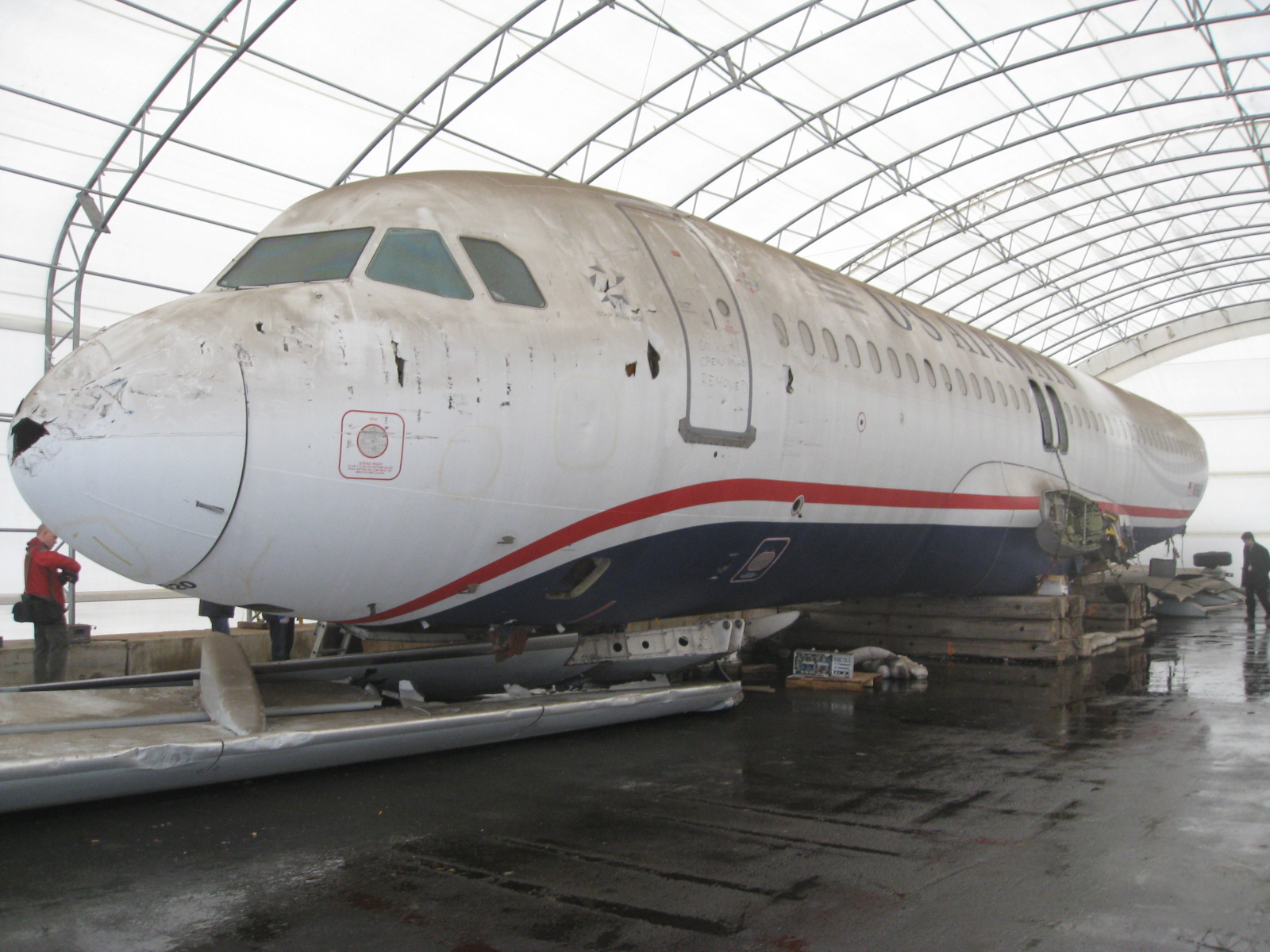
L'Airbus A320 sans ses ailes avant son transport au musée.

L'auteur et pilote William Langewiesche a affirmé que la conception des commandes de vol électriques (fly-by-wire) de l'Airbus A320, par laquelle le pilote utilise un manche latéral pour effectuer des entrées de commande sur les calculateurs de vol, n'a pas été suffisamment soulignée. Les calculateurs imposent alors des ajustements et des limites qui leur sont propres pour maintenir la stabilité de l'avion, ce que le pilote ne peut pas contourner même en cas d'urgence. Cette conception a permis aux pilotes du vol 1549 de se concentrer dans un premier temps sur le redémarrage du moteur et de décider du cap, sans avoir à régler manuellement la trajectoire pour réduire le taux de descente de l'avion. 

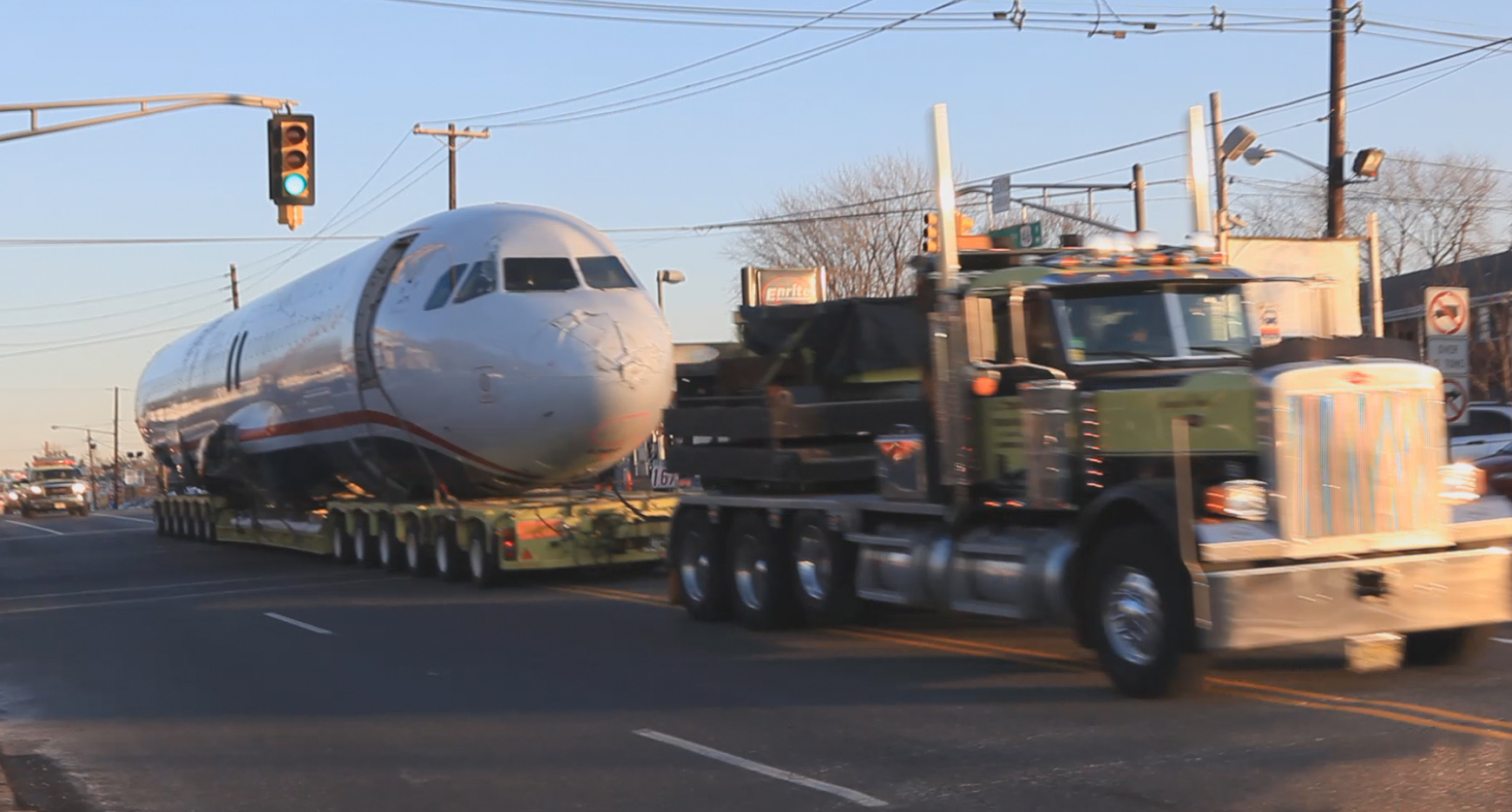
Le fuselage de l'Airbus A320 sur la route 46 dans le New Jersey, remorqué à Harrison pour une inspection plus approfondie.

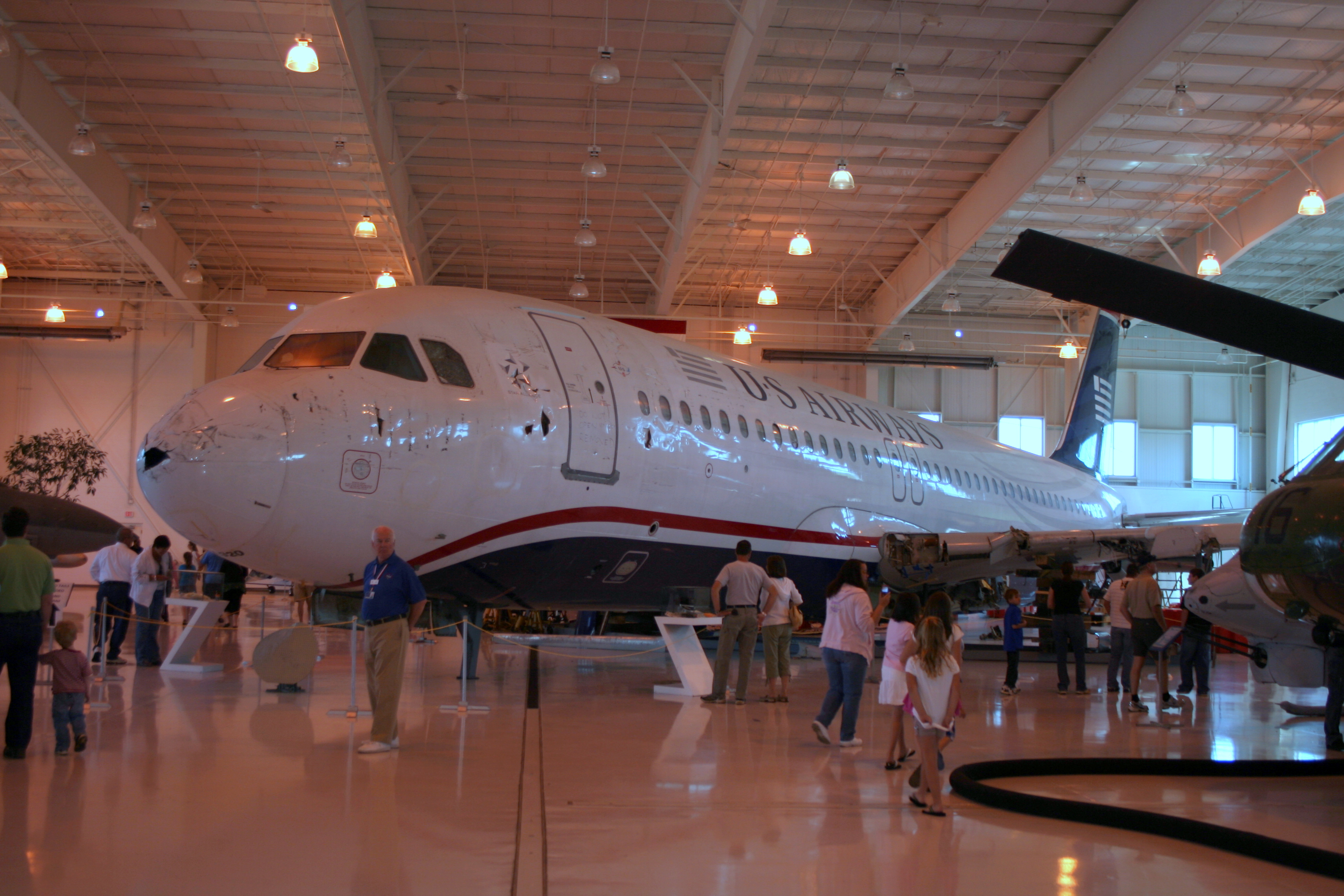
L’Airbus A320, N106US, exposé au Carolinas Aviation Museum, renommé en Sullenberger Aviation Museum en 2023.

Le commandant Sullenberger a déclaré que ces limites l'ont également empêché d'obtenir l'arrondi optimal pour l'amerrissage, ce qui aurait adouci l'impact. D'un autre côté, ces limitations permettent également à l'avion de rester dans son domaine de vol et notamment de le protéger, par exemple, d'un décrochage.
L'avion accidenté a été déplacé vers un chantier de récupération dans le New Jersey et mis aux enchères une semaine après l'accident, mais est resté sans preneur pendant plus de deux ans,. En 2011, il est acheté par le Carolinas Aviation Museum à Charlotte, en Caroline du Nord, puis réassemblé dans le hangar principal du musée,,,,. L’avion est exposé en l’état, tel qu'il a été sorti de l'eau, et n’a pas été restauré. Le musée ferme temporairement ses portes en juillet 2019 en raison d'un changement d'emplacement,. Pendant ce temps, l'Airbus A320 du vol 1549 est placé en stockage,. En hommage au commandant de bord, le musée est renommé en Sullenberger Aviation Museum en janvier 2023. Finalement, il ouvre ses portes au public en juin 2024.

### Prix et distinctions de l'équipage

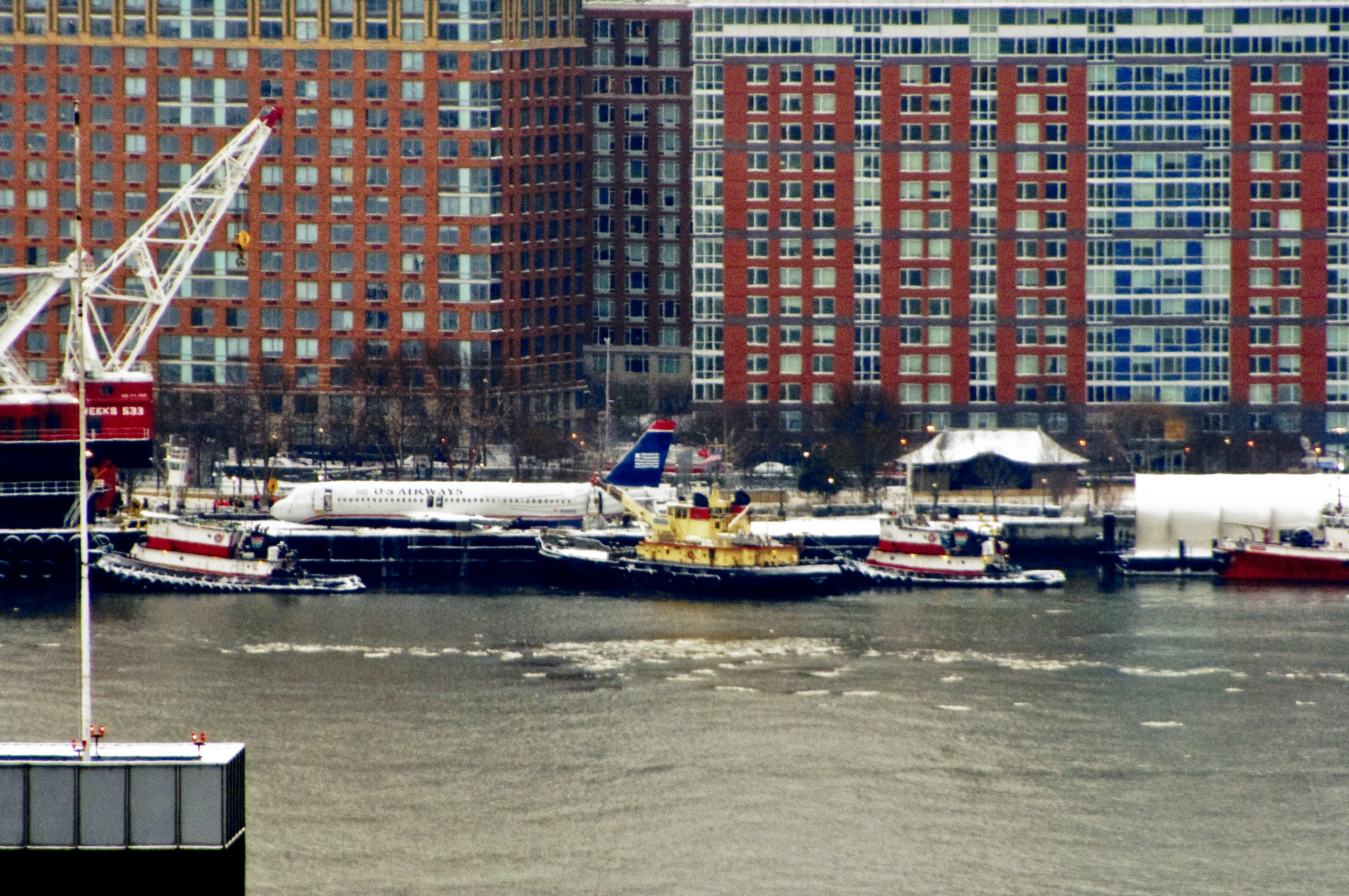
L'Airbus A320 sur une barge après avoir été retiré du fleuve Hudson.

Un membre du conseil d'administration du NTSB a qualifié l'amerrissage comme « le plus réussi (...) de l'histoire de l'aviation. Ces gens savaient ce qu'ils étaient censés faire et ils l'ont fait et par conséquent, aucune vie n'a été perdue ». Le gouverneur de l'État de New York, David Paterson, a qualifié l'incident de « miracle sur l'Hudson »,,. Le président américain George W. Bush a déclaré qu'il était « inspiré par les compétences et l'héroïsme de l'équipage » et a félicité les intervenants d'urgence et les volontaires,. Le président nouvellement élu Barack Obama a déclaré que tout le monde était fier du « travail héroïque et élégant de Sullenberger dans l'atterrissage de l'avion endommagé ». Il a remercié l'équipage, qu'il a invité à son investiture cinq jours plus tard,.

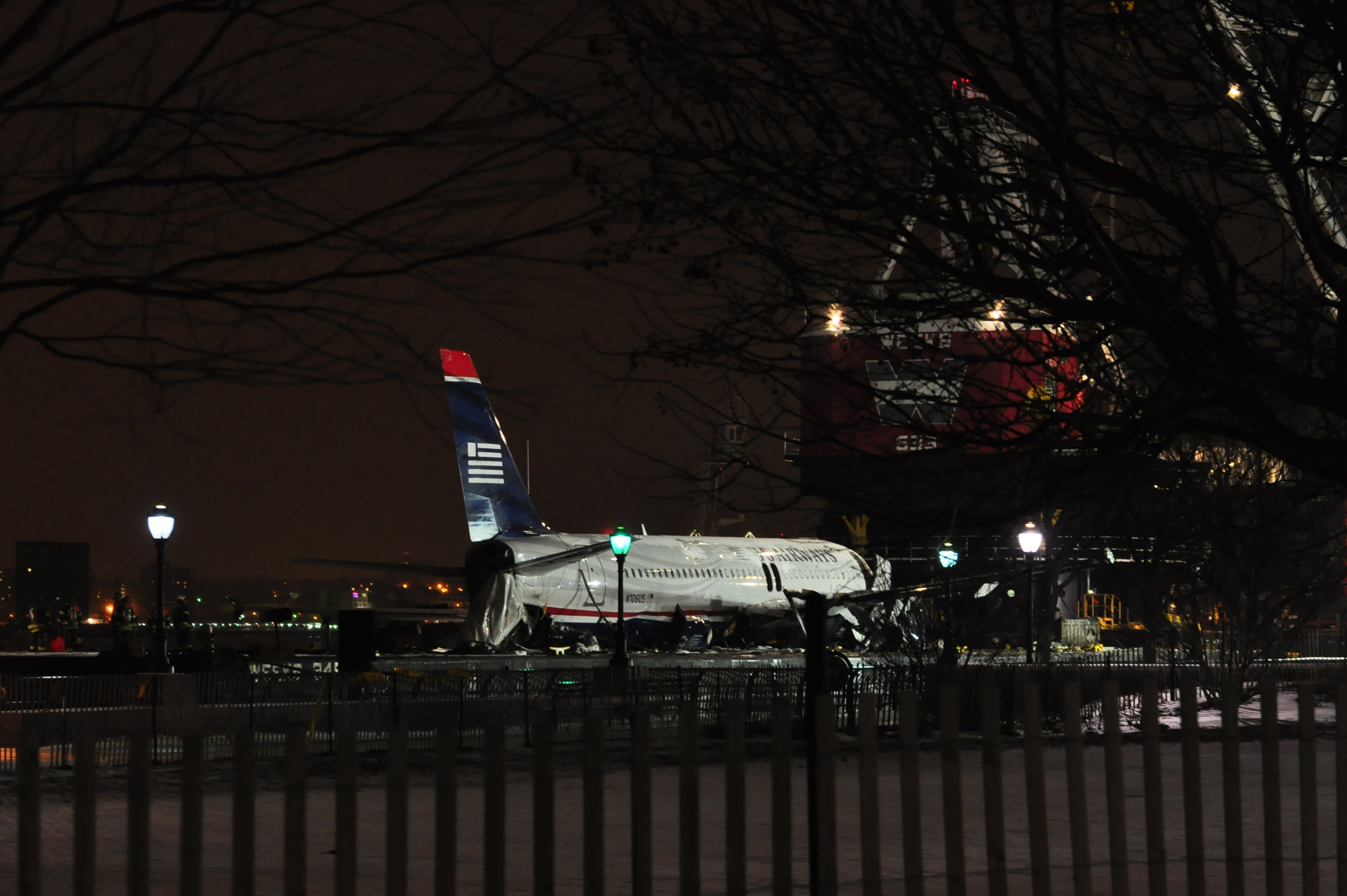
L'Airbus A320 à Battery Park City, sur une barge après avoir été retiré de l'Hudson.

L'association des pilotes et des navigateurs aériens (GAPAN) a décerné à l'équipage la Master's Medal, rarement attribuée, le 22 janvier 2009 pour la réalisation exceptionnelle de l'équipage. L'association a fait savoir que « les réactions de tous les membres de l'équipage, la prise de décision en une fraction de seconde et la gestion de cette urgence et de cette évacuation étaient un « cas d'école » et un exemple pour nous tous. Avoir exécuté en toute sécurité cet amerrissage forcé et cette évacuation, sans qu'aucune vie ne soit perdue, est une réalisation aéronautique héroïque et unique. ».
Le maire de New York, Michael Bloomberg, a remis à l'équipage les clés de la ville et a remis au commandant Sullenberger la copie d'un livre perdu lors du vol, Just Culture: Balancing Safety and Accountability de Sidney Dekker. Les sauveteurs ont reçu des certificats d'honneur.
L'équipage a reçu une standing ovation au Super Bowl XLIII le 1er février 2009, et Chesley Sullenberger a effectué le premier lancer de cérémonie de la saison 2009 de la Major League Baseball pour les Giants de San Francisco. Son maillot des Giants portait le nom « Sully » et le numéro 155 — le nombre de personnes à bord de l'avion.
Le 28 juillet, les passagers Dave Sanderson et Barry Leonard ont organisé un déjeuner de remerciement pour les intervenants d'urgence du comté d'Hudson dans le New Jersey, sur les rives du Palisades Medical Center à North Bergen, où 57 passagers avaient été amenés après leur sauvetage,,. Étaient présents des membres de la Garde côtière américaine, des pompiers et secours régionaux du nord de l'Hudson, des ferries de la voie navigable de New York, de la Croix-Rouge américaine, de la Weehawken Volunteer First Aid, du service de police de Weehawken, des services de secours de l'ouest de New York et de North Bergen, du bureau de gestion des urgences du comté d'Hudson, des services de secours du New Jersey, du département de police de Guttenberg, des services ambulances de McCabe, du département de police de Harrison et des médecins et infirmières qui ont soigné les passagers,,.
Chesley Sullenberger a été nommé Grand Marshal pour la parade du Tournoi des Roses en 2010 à Pasadena, en Californie.
En août 2010, Jeppesen a publié une carte d'approche intitulée « Hudson Miracle APCH », dédiée aux cinq membres d'équipage du vol 1549 et annotée « présenté avec fierté et gratitude de la part de vos amis de Jeppesen ».
Le commandant Chesley Sullenberger a pris sa retraite le 3 mars 2010, après trente ans chez US Airways et son prédécesseur, Pacific Southwest Airlines,. Son copilote lors de son dernier vol n'était autre que Jeffrey Skiles, le même qui l'avait assisté lors de son amerrissage sur l'Hudson. À la fin de son dernier vol, il a également retrouvé certains des passagers du vol 1549,.
En 2013, tout l'équipage a été intronisé au International Air & Space Hall of Fame du musée de l'air et de l'espace de San Diego.
Après 18 années sous le nom de USAir, puis US Airways à partir de 1997, la compagnie aérienne américaine fusionne avec American Airlines en 2013 et cesse finalement toutes ses activités le 17 octobre 2015,.

### Bernaches
En vue d'éviter des accidents similaires, les autorités ont capturé et euthanasié 1 235 bernaches du Canada à 17 endroits à travers la ville de New York à la mi-2009 et enduit 1 739 œufs d'oie avec de l'huile pour étouffer les oisons en développement. En 2017, un décompte dénombre 70 000 oiseaux intentionnellement abattus à New York depuis l'accident de l'Hudson,.

## Médias

### Diffusion de l'information
Lorsqu'un citoyen américain, Janis Krums, qui se trouve à bord d'un ferry, assiste en direct à l'amerrissage sur l'Hudson, il publie une photo de l'avion sur le réseau social Twitter avec le message : « Il y a un avion dans l'Hudson. Je suis sur le ferry pour récupérer les gens. C'est fou »,. Dès lors, la publication fait le tour d'internet, avant d'être repéré par des journalistes. Cet évènement est présenté comme le début d'une révolution dans le monde de l'information, celle où les réseaux sociaux prennent une place progressivement prépondérante et où ce ne sont plus les « médias traditionnels qui rapportaient les premiers l'information, mais un citoyen équipé d'un simple smartphone ».

### Documentaires
L'amerrissage a été enregistré par plusieurs caméras de vidéosurveillance. Les reportages télévisés et les documentaires produits peu de temps après l'accident contenaient de nombreuses vidéos de l'amerrissage forcé et du sauvetage, et des interviews enregistrées avec l'équipage, les passagers, les sauveteurs et d'autres participants clés. Ceux-ci comprenaient entre autres :
Le 8 février 2009, l'émission 60 Minutes de CBS diffuse trois segments comprenant des entrevues avec l'équipage ainsi que leurs retrouvailles avec des passagers, ; le 19 février 2009, Channel 4 au Royaume-Uni diffuse un documentaire intitulé « The Miracle of the Hudson Plane Crash » qui comprenait des récits personnels de passagers, de sauveteurs et de témoins ; le 21 février 2009, KGO-TV à San Francisco diffuse une interview dans la série « Face to Face ». Le journal Dan Ashley a discuté avec le commandant de bord et à Mme Sullenberger de leurs expériences pendant et depuis l'accident.
Le 4 mars 2009, Discovery Channel diffuse un documentaire d'une heure intitulé « Hudson Plane Crash - What Really Happened », avec des animations d'images générées par ordinateur (CGI) du vol et des entretiens avec des passagers, l'équipage, des témoins, des sauveteurs et des experts en sécurité aérienne ; le 29 mars 2009, Miracle sur l'Hudson, documentaire de Charlotte Surtees et Marc Tiley, diffusé sur France 3 dans l'émission Haute tension ; le 10 janvier 2010, TLC diffuse un documentaire intitulé « Brace for Impact », diffusé à nouveau le 14 avril en Australie sous le titre « Brace for Impact: Inside the Hudson Plane Crash »,.
En mars 2011, Ric Elias, un passager assis au premier rang a partagé son expérience lors d'une conférence TED. Dans sa prise de parole, il énumère trois choses qui ont changé sa vie après l'accident, dont notamment le fait que tout peut changer en un instant, sur ces expériences non vécues et le temps passé avec les mauvaises personnes, alors qu'il croyait que sa vie allait s'arrêter. Enfin, il déclare que le plus important pour lui maintenant est de passer du temps avec les personnes qu'il aime, de ne plus repousser les choses et surtout d'être le meilleur parent possible pour ses enfants.
De plus, l'accident a fait l'objet d'un épisode dans la série télévisée Air Crash nommé « Amerrissage sur l'Hudson » (saison 10 - épisode 5), et en juin 2011, la School of Filmmaking de l'Université de Caroline du Nord et Process Pictures, LLC ont travaillé avec le Carolinas Aviation Museum pour produire un documentaire, qui examinait l'impact de l'incident sur la société.

### Musiques
Garrison Keillor a rendu hommage à tout l'équipage en écrivant une chanson et en l'interprétant dans son émission de radio, A Prairie Home Companion.
L'amerrissage est référencé dans la chanson « A Real Hero » de College et Electric Youth, bande originale du film Drive en 2011. Les paroles du deuxième couplet décrivent le débarcadère et la survie des passagers et de l'équipage, ainsi qu'une allusion au fleuve gelé.

### Adaptation cinématographique
Les mémoires de 2009 de Chesley Sullenberger, Sully, la formidable histoire du héros de l'Hudson (Highest Duty: My Search for What Really Matters), écrit en collaboration avec Jeffrey Zaslow, a été adapté en un long métrage nommé Sully, réalisé par Clint Eastwood,,. Il met en vedette Tom Hanks dans le rôle du commandant Sullenberger et Aaron Eckhart dans le rôle du copilote Jeffrey Skiles. Il a été publié par la Warner Bros. Pictures le 9 septembre 2016. Le film a été critiqué pour s'être écarté du dossier officiel et des mémoires de Sullenberger, en décrivant le NTSB comme antagoniste,,. L'enquêteur en chef Robert Benzon a publié une déclaration affirmant : « Je ne sais pas pourquoi le scénariste et le réalisateur ont choisi de transformer le rôle du NTSB en une représentation aussi inexacte. Leur traitement du NTSB va bien au-delà de la licence cinématographique dans une simple malhonnêteté mesquine. Le film peut en fait nuire à la sécurité aérienne. Les pilotes impliqués dans des accidents s'attendront désormais à un traitement sévère et injuste de la part des enquêteurs. Eux et les autres qui voient le film croiront désormais que le NTSB entre dans toute enquête avec des idées préconçues et que nous avons l'intention de détruire les réputations. C'est tout simplement faux. Le NTSB est le meilleur ami qu'un passager d'une compagnie aérienne ne peut jamais rencontrer ».
Stephen Moss, ancien enquêteur de l'Air Accidents Investigation Branch britannique (AAIB) pendant plus de 35 ans a également déploré « l'antipathie totalement inventée du NTSB. Les enquêteurs apparaissent comme intimidant et accusateur, comme quoi Sully n'aurait pas pris les bonnes décisions. C'est une invention complète. Je crois que Sullenberger lui-même a dit que ce n'était pas le cas et que le NTSB l'avait en fait soutenu ».